# Catedral de Santiago de Compostela
La Santa Apostólica y Metropolitana Iglesia Catedral de Santiago de Compostela es un templo de culto católico situado en la ciudad homónima, en el centro de la provincia de La Coruña, en Galicia (España). Acoge el que, según la tradición, es el sepulcro del Apóstol Santiago, hecho que convirtió a este templo en uno de los principales destinos de peregrinación de Europa durante la Edad Media a través del llamado Camino de Santiago, una ruta religiosa que comunicaba la península ibérica con el resto del continente. Esta vía de comunicación fue determinante para que los reinos hispánicos medievales participaran en los movimientos culturales de la época, y en la actualidad, tras haber sido revitalizada a lo largo del siglo XX, sigue siendo un importante itinerario internacional de peregrinación. Un privilegio concedido en 1122 por el papa Calixto II declaró que serían «Año Santo» o «Año Jubilar» en Compostela todos los años en que el día 25 de julio, día de Santiago, coincidieran en domingo; este privilegio fue confirmado por el papa Alejandro III en su bula Regis aeterni en 1179.
Fue declarada Bien de Interés Cultural en 1896, y la ciudad vieja de Santiago de Compostela, que se concentra en torno a la catedral, fue declarada bien cultural Patrimonio de la Humanidad por la Unesco en 1985.
En 2015, en la aprobación por la Unesco de la ampliación del Camino de Santiago en España a «Caminos de Santiago de Compostela: Camino francés y Caminos del Norte de España», fue incluido como uno de los bienes individuales (n.º ref. 669bis-010).

## Historia

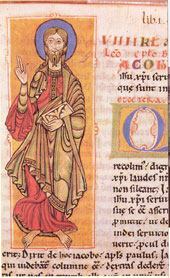
El Apóstol Santiago en el Codex Calixtinus, 4° folio.

La historia cuenta que tras la muerte y resurrección de Jesús de Nazaret, en el año 33, los apóstoles se dedicaron a difundir el Cristianismo por toda Europa. Según fuentes escritas, uno de esos apóstoles, Santiago el Mayor, predicó el Cristianismo por la península ibérica sin conseguir apenas éxito. Después de su decapitación y martirio en Jerusalén en el año 44, sus restos fueron enviados por sus discípulos a Hispania en una barca de piedra con ayuda de un "ángel". A raíz de las persecuciones romanas a los cristianos de Hispania, la tumba sería abandonada hacia el siglo III. La leyenda narra que el sepulcro fue hallado en el año 814, u 820 como señalan otras fuentes escritas, por un ermitaño llamado Pelayo, Pelagius en su nombre real, después de haber visto unas luces extrañas en lo alto de una montaña por la noche. Dicen que ese monte, justo donde se halló el sepulcro, es ahora la Iglesia de San Félix de Solovio que se encuentra también en Santiago de Compostela. El ermitaño llamó rápidamente al obispo de Iria Flavia, actual término de Padrón, Teodomiro, que reconoció este hecho como un milagro e informó al rey astur-leonés Alfonso II de Asturias, que ordenó la construcción de una capilla en el lugar señalado por aquellas luminarias. Otra leyenda también dice que el propio rey Alfonso fue el primer peregrino hacia aquel lugar santo, aunque no hay ninguna prueba escrita que lo atestigüe y muy posiblemente sea sólo una leyenda urbana. Esta inusual capilla fue sustituida por una iglesia en el año 829 y, posteriormente, por otra iglesia, de estilo prerrománica, en el 899, construida por orden del rey Alfonso III,convirtiéndose gradualmente, por primera vez, en un importante lugar de peregrinaje. En el año 997, esta iglesia primitiva fue reducida a cenizas por el emir árabe Almanzor, comandante del ejército del Califato de Córdoba. Las puertas y las campanas de la iglesia, portadas a hombros por cautivos cristianos hasta Córdoba, se añadieron a la mezquita aljama.Mucho tiempo después, cuando Córdoba fue tomada por el rey Fernando III de Castilla en 1236, estas mismas puertas y campanas fueron transportadas por prisioneros musulmanes a Toledo y se instalaron en la Catedral de Santa María de Toledo.
La obra de la actual catedral románica se inició en 1075 bajo el reinado de Alfonso VI y el patrocinio del obispo Diego Peláez. Fue construida según el mismo plano que la iglesia de ladrillo monástica de San Sernín de Toulouse, probablemente el mayor edificio románico de Francia. El templo fue construido fundamentalmente en granito. La construcción se detuvo en distintas ocasiones y, según el Liber Sancti Iacobi, la última piedra fue colocada en 1122 y la catedral fue consagrada en 1128. Según el Codex Calixtinus, los arquitectos fueron «Bernardo el viejo, un maestro maravilloso», su ayudante Galperinus Robertus y, más tarde, posiblemente «Esteban, maestro de catedrales». En la última etapa «Bernardo, el joven» (que posiblemente era hijo de Esteban) terminaba el edificio, mientras que Galperinus estuvo a cargo de la coordinación. También construyó una fuente monumental delante de la portada septentrional en 1122.
La última etapa de construcción arrancó en 1168 cuando el cabildo encargó al maestro Mateo la realización de un remate occidental, hoy conocido como la cripta y el Pórtico de la Gloria. Aunque las torres de este bloque occidental no se llegaron a concluir, la catedral fue definitivamente consagrada en abril de 1211, en la mañana del jueves de la segunda semana de Pascua, por el arzobispo Pedro Muñiz, en presencia del rey Alfonso IX y su hijo, además de numerosas autoridades eclesiásticas y civiles.
La iglesia se convierte en sede episcopal en 1075 y, en buena medida gracias a las gestiones del obispo Diego Gelmírez y a su creciente importancia como lugar de peregrinación, Calixto II la consolida como sede arzobispal en 1120. La catedral fue embellecida, reformada y ampliada sucesivamente, de manera especialmente intensa entre los siglos XVI y XVIII.

### Descubrimiento del sepulcro

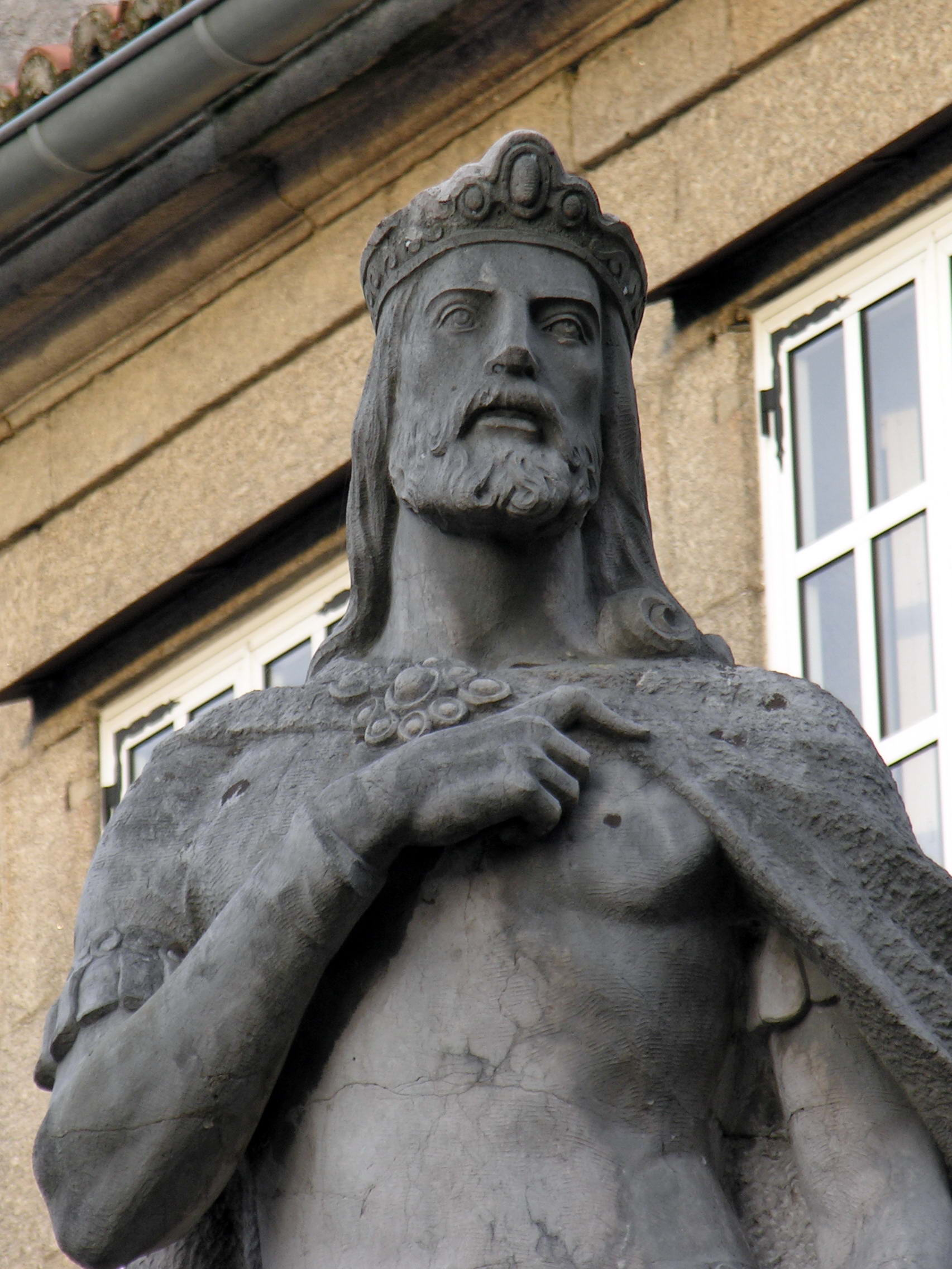
Alfonso II, primer rey que peregrina a Santiago de Compostela y quien mandó construir su primera basílica

Los orígenes de la veneración del apóstol Santiago en Galicia se remontan a la Alta Edad Media. A finales del siglo VII se difunde al noroeste de la península ibérica la leyenda de que Santiago el Mayor había sido enterrado en esas tierras, después de evangelizarlas. Esta idea es recogida en España por el tratado De Ortu et Obitu Patrum, de Isidoro de Sevilla, y en Inglaterra por el obispo Aldhelmo de Malmesbury.
El año 813, ocho siglos después de la muerte del Apóstol Santiago, un ermitaño llamado Pelayo (o Paio o Pelagio), junto con otros fieles, vio unas luces en las proximidades de un lugar conocido por el nombre de Solovio y lo comunicó a Teodomiro, obispo de Iria Flavia, (actualmente Padrón). Después de tres días de ayuno, el obispo y sus acompañantes fueron al lugar y descubrieron entre los matorrales un monumento hecho de losas de mármol, y no tuvieron ninguna duda de que se tratara del sepulcro del Apóstol y de sus dos discípulos, Atanasio y Teodoro. La tumba se encontraba dentro del área funeraria de una pequeña población romana abandonada que, actualmente, se considera que se trataba de la mansio de Assegonia citada en varias obras clásicas. El obispo comunicó el hallazgo al rey de Asturias Alfonso II el Casto, que viajó con su corte al lugar y otorgó las tierras cercanas al sepulcro al obispo, más sus correspondientes rentas, y mandó construir una pequeña iglesia supra corpus apostoli «encima del cuerpo del Apóstol», junto a un baptisterio y otra iglesia dedicada al Salvador. Tiempo después, en un documento fechado el 4 de septiembre del 834, el rey decía:

Pues en nuestros días nos ha sido revelado el preciado tesoro del bienaventurado Apóstol, es decir su santísimo cuerpo. Al tener noticia de lo cual, con gran devoción y espíritu de súplica, me apresuré a ir a adorar y veneré tan precioso tesoro, acompañado de mi corte, y le rendimos culto en medio de lágrimas y oraciones como Patrón y Señor de España, y por nuestra propia voluntad, le otorgamos el pequeño obsequio antes referido, y mandamos construir una iglesia en su honor.
Alfonso II el Casto, 4 de septiembre del 834.

### Iglesia primitiva

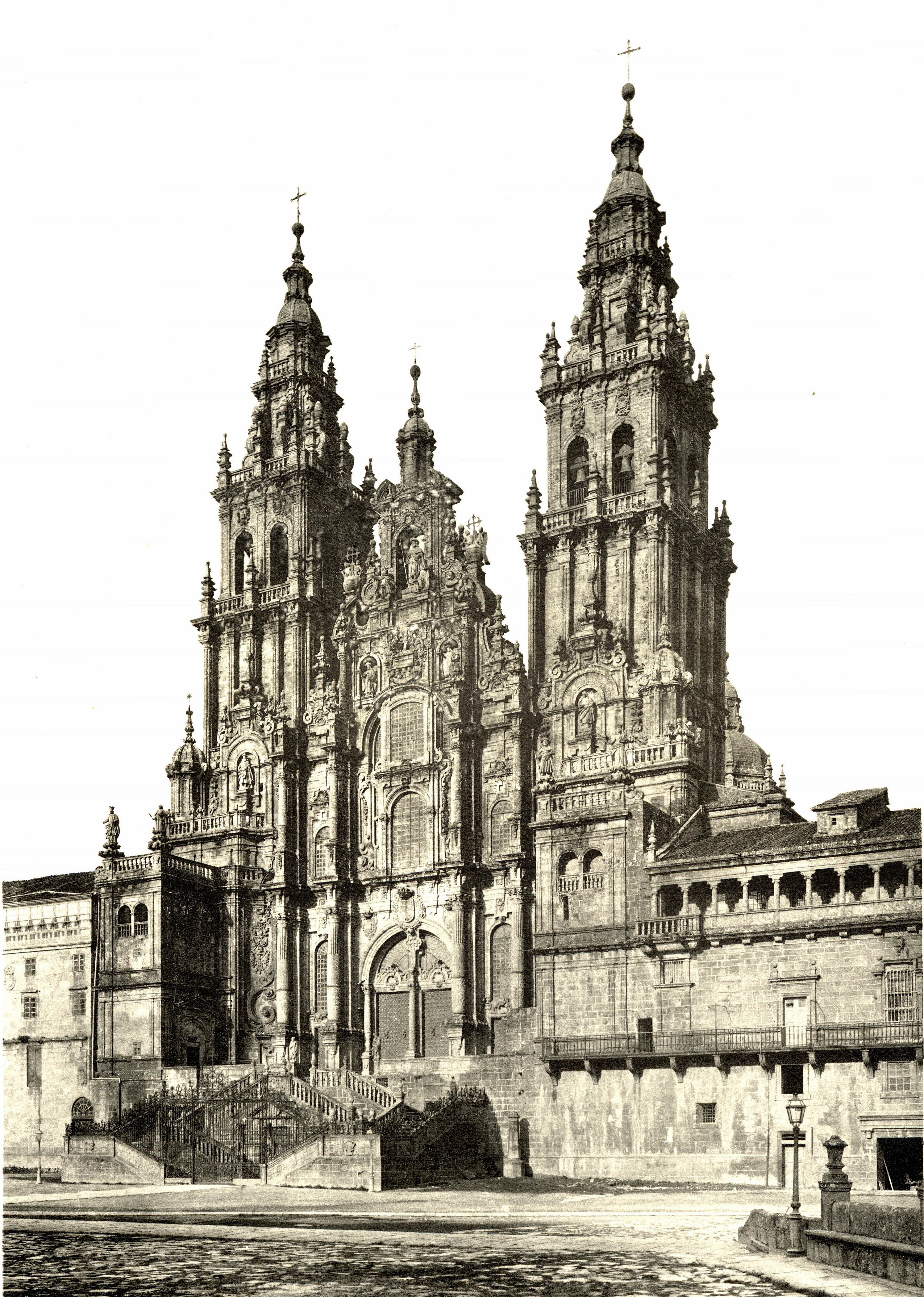
Fachada del Obradoiro, fototipia de 1889

En el transcurso de unas excavaciones realizadas el año 1879 bajo el ábside de la catedral dirigidas por el historiador López Ferreiro, siendo arzobispo de Compostela Miguel Payá y Rico, se descubrieron los cimientos del sepulcro primitivo, denominado «Arca marmarica», con restos de un altar que constaba de una losa lisa sobre un fuste de piedra también liso. Presentaba una planta de unos ocho metros por lado, con otro cuerpo central, más pequeño y rectangular, construido con grandes sillares de piedra y los muros exteriores estaban realizados en mampostería. Tenía un pórtico con columnas y pavimento con losas de granito; una orla de mosaico romano rodeaba la tapa del sepulcro. La iglesia que mandó construir Alfonso II respetó la antigua celda del sepulcro, se derribaron las columnas y se construyó un muro cerca del arca marmórea en forma de nave con un pequeño ábside y finalmente se cubrió todo con una techumbre de madera.

### Iglesia prerrománica
Durante el reinado de Alfonso III, ante el número creciente de peregrinos y las pequeñas dimensiones de la iglesia, se decidió la construcción de otra edificación, de estilo prerrománico y más amplia que la anterior. Se realizó con una planta de tres naves, quedando íntegramente en su presbiterio la antigua iglesia. No se tocaron las sepulturas de Santiago y sus discípulos, en la cabecera central se colocó un altar dedicado a san Salvador y en los absidiolos laterales a la derecha se situó el altar de san Pedro y a la izquierda el de san Juan. La consagración, con gran ostentación, tuvo lugar en mayo del año 899 con la asistencia de «la familia real, 17 obispos, 14 nobles y otras personalidades». En un libro de pergamino de la catedral se conserva la escritura de donación por parte del rey Alfonso III de Asturias.
En verano del 997 Santiago de Compostela fue atacada por Almanzor, el auténtico dominador del Califato de Córdoba, después de que, temiendo sus intenciones, el obispo Pedro de Mezonzo evacuara la ciudad. Almanzor y sus huestes quemaron el templo prerrománico dedicado a Santiago, respetando el sepulcro. Eso permitió la continuidad del Camino de Santiago. Hacia el año 1000 se volvió a reconstruir por el obispo Pedro de Mezonzo.

### Iglesia románica

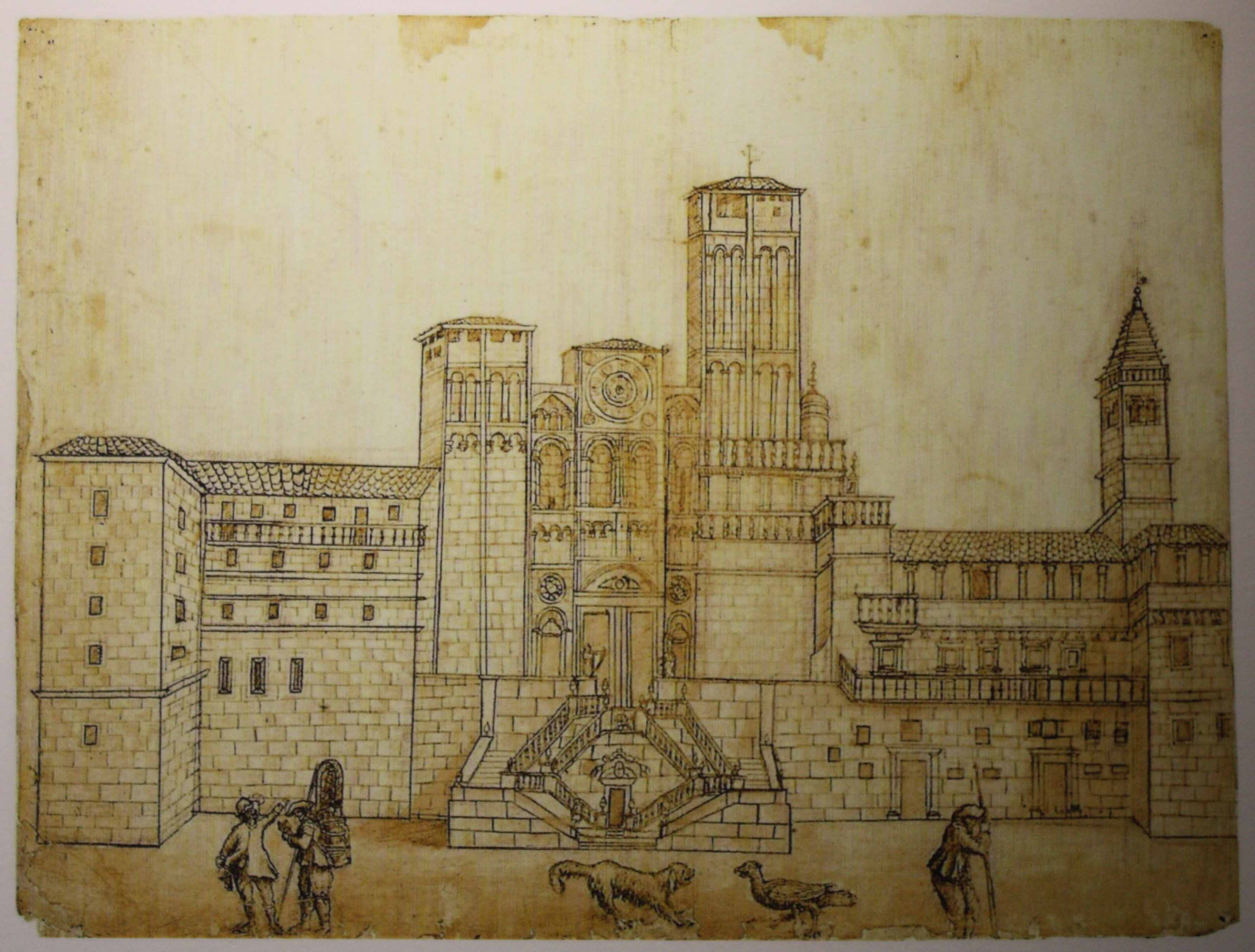
Fachada occidental, románica de la Catedral de Santiago de Compostela según dibujo de José Vega y Verdugo de 1657. En el fue derribada para construir la actual fachada barroca del Obradoiro (Fernando de Casas Novoa, entre 1738 y 1750)

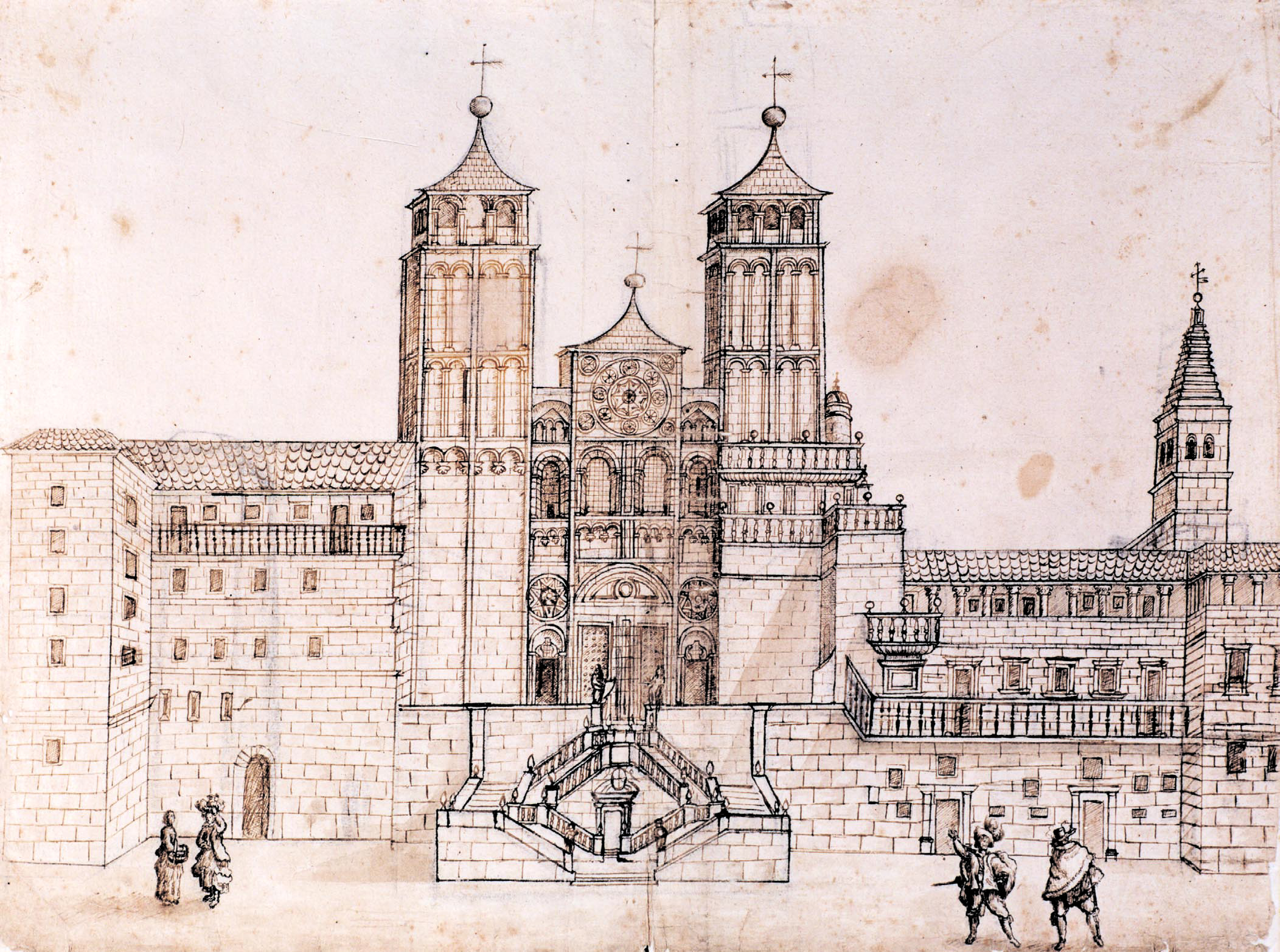
Proyecto de la nueva fachada del Obradoiro de la catedral de Santiago de Compostela según dibujo del canónigo José Vega y Verdugo (1657)

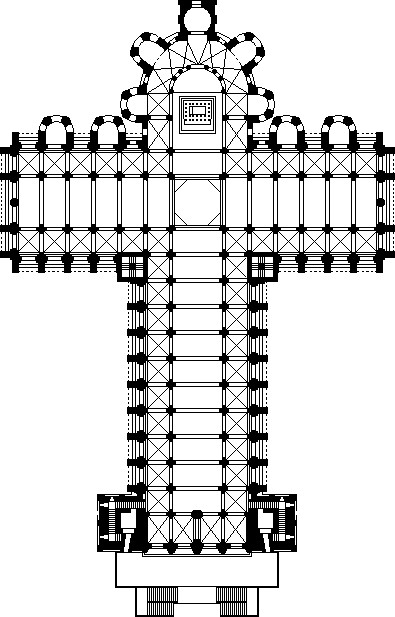
Reconstrucción de la que podría haber sido la planta de la catedral en el. Posteriormente experimentaría múltiples modificaciones

El templo del siglo X también resultó insuficiente para atender a un flujo creciente de personas que peregrinaban a Santiago de Compostela desde diferentes lugares de Europa. Bajo el impulso del rey Alfonso VI el Bravo y del obispo Diego Peláez se iniciaron las obras de una gran catedral románica en el año 1075, a cargo de los maestros de obra Bernardo el Viejo y su ayudante Galperinus Robertus con medio centenar de canteros, según el Codex Calixtinus. El obispo Diego Peláez fue destituido en 1088, parándose las obras por algún tiempo.
Cinco años más tarde las obras estaban en marcha, impulsadas por el recién nombrado administrador de la diócesis, Diego Gelmírez, con el apoyo del nuevo obispo Dalmacio y de Raimundo de Borgoña. En 1101 abandona la ciudad de Compostela el maestro Esteban dejando completadas las capillas del deambulatorio e iniciadas las obras de la fachada de las Platerías. Desde este momento se continuaron con regularidad los trabajos, probablemente ampliando la escala del edificio proyectado originalmente, y durante las dos primeras décadas del siglo XII se remataron los trabajos de los brazos del crucero (en 1111), hasta la colocación de la última piedra, que, si atendemos las indicaciones del Codex Calixtinus, tuvo lugar en el año 1122. Diego Gelmírez, nombrado obispo en 1100 y primer arzobispo de Compostela en 1120, fue la figura más importante en la tarea de impulsar la actividad constructora en Santiago. Aunque hubo diversas paradas durante su construcción, la gran cantidad de limosnas conseguidas hizo posible su vuelta al culto y su consagración en 1128. En el año 1140 ya se habían cubierto seis tramos de las naves, y el maestro Mateo se hizo cargo de la dirección de obras en 1168 cuando inició el pórtico de la Gloria y, aunque continuaron las obras durante buena parte del siglo XIII, se consagró definitivamente la catedral el año 1211.

### Peregrinación

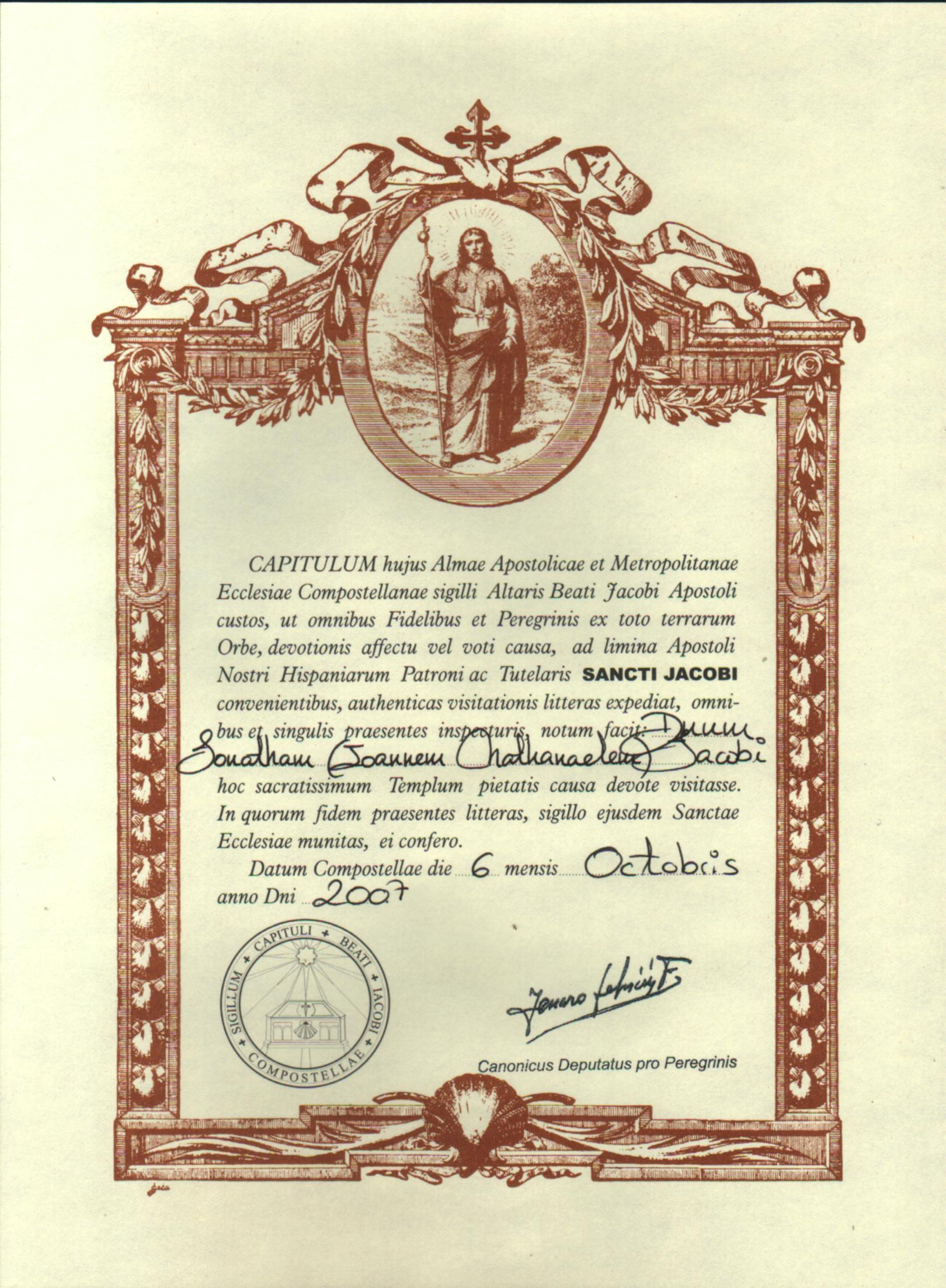
La «Compostela», certificado acreditativo de la conclusión del Camino de Santiago

Aproximadamente desde el 813, con el hallazgo de las supuestas reliquias del Apóstol y bajo la protección del rey Alfonso II de Asturias, la noticia se extiende con rapidez por toda la Europa cristiana y los peregrinos empiezan a llegar al lugar, el denominado Campus Stellae (que tradicionalmente se considera la etimología del término Compostela), y que se convirtió progresivamente en un centro de peregrinación con la fundación de un convento y diversos hospedajes en la propia ciudad. El año 850, Gotescalco, obispo francés de Le Puy-en-Velay peregrinó hasta el sepulcro y está considerado como el primer peregrino extranjero documentado.
Religiosos vinculados a la Orden de Cluny elaboraron el Codex Calixtinus y la Historia compostelana para el arzobispo Diego Gelmírez y los reyes peninsulares favorecieron la constitución y proyección de una red de monasterios cluniacenses en el norte de la península y especialmente en las proximidades del Camino de Santiago, consiguiendo así grandes edificaciones de estilo románico. Se concedió un privilegio, confirmado por el papa Alejandro III, consistente en que el año en que el 25 de julio, fiesta de Santiago el Mayor, coincidiera en domingo se podrían ganar en la iglesia de Compostela las mismas gracias que se otorgaban en Roma los años jubilares, que allí acostumbran a coincidir cada veinticinco años. Se trata de la bula de concesión más antigua que se conserva, la Regis aeterni, fechada en 1179. En esta bula se confirma un privilegio otorgado por el papa Calixto II.
Durante el siglo XIV se produjeron grandes convulsiones sociales en Europa que desviaron los flujos de peregrinación hacia otros destinos. Por otra parte, la Reconquista desplazó toda la atención económica y gubernamental de los reinos españoles hacia el sur. El Cisma de Occidente en 1378 daña y divide la cristiandad. El siglo XV tampoco ayudó a su revitalización, pleno de desagradables acontecimientos en el Viejo Continente: guerras, hambre, peste y malas cosechas. A pesar de todo, muchos creyentes de toda Europa continuaron acudiendo hasta la tumba del Apóstol para cumplir su penitencia, hasta el siglo XIX. Aunque la historiografía tradicional ha considerado que el Camino fue cayendo en el olvido y perdiendo importancia durante la Edad Moderna, lo cierto es que la literatura de viajes de multitud de personas que hicieron la peregrinación demuestra que Santiago se mantuvo como un destino devocional internacional al menos hasta el siglo XIX, si bien es cierto que en las primeras décadas del siglo XX la peregrinación se convirtió en un fenómeno mucho más local.
A partir de los años cincuenta, con una nueva movilidad propiciada por los medios de transporte, Santiago de Compostela se convirtió en un destino importante del turismo interior español, convirtiéndose en una de las metas preferidas para el excursionismo. Con motivo de impulsar este destino, el Año Santo de 1954 recibió un tratamiento especial y un impulso internacional, consolidado en la celebración de 1965, que fue auspiciada por las administraciones turísticas de la España de la época. Aunque en aquel momento no se contemplaba una recuperación de la peregrinación como fenómeno de largo recorrido, se editaron mapas turísticos para que se pudiese recorrer la ruta en vehículo, al tiempo que se consolidaban las primeras asociaciones jacobeas en Europa y se potenciaba la investigación histórica de sus trazados.
Desde el Año Santo de 1993, el gobierno autónomo gallego decidió potenciar su valor enfocándolo como un recurso turístico y dirigido a personas con el perfil del peregrino religioso tradicional; de esta manera se lanzó una gran campaña publicitaria para la Compostela de ese año: el «Xacobeo 93». Gracias a este plan de potenciación se restauraron tramos de la ruta y las infraestructuras para los peregrinos y se contó con la colaboración de las comunidades autónomas por las que atraviesa el Camino. Este se encuentra indicado por flechas pintadas de amarillo, conchas de vieira, cruces de Santiago y otras señales. En 1993 fue considerado bien cultural Patrimonio de la Humanidad por parte de la Unesco.

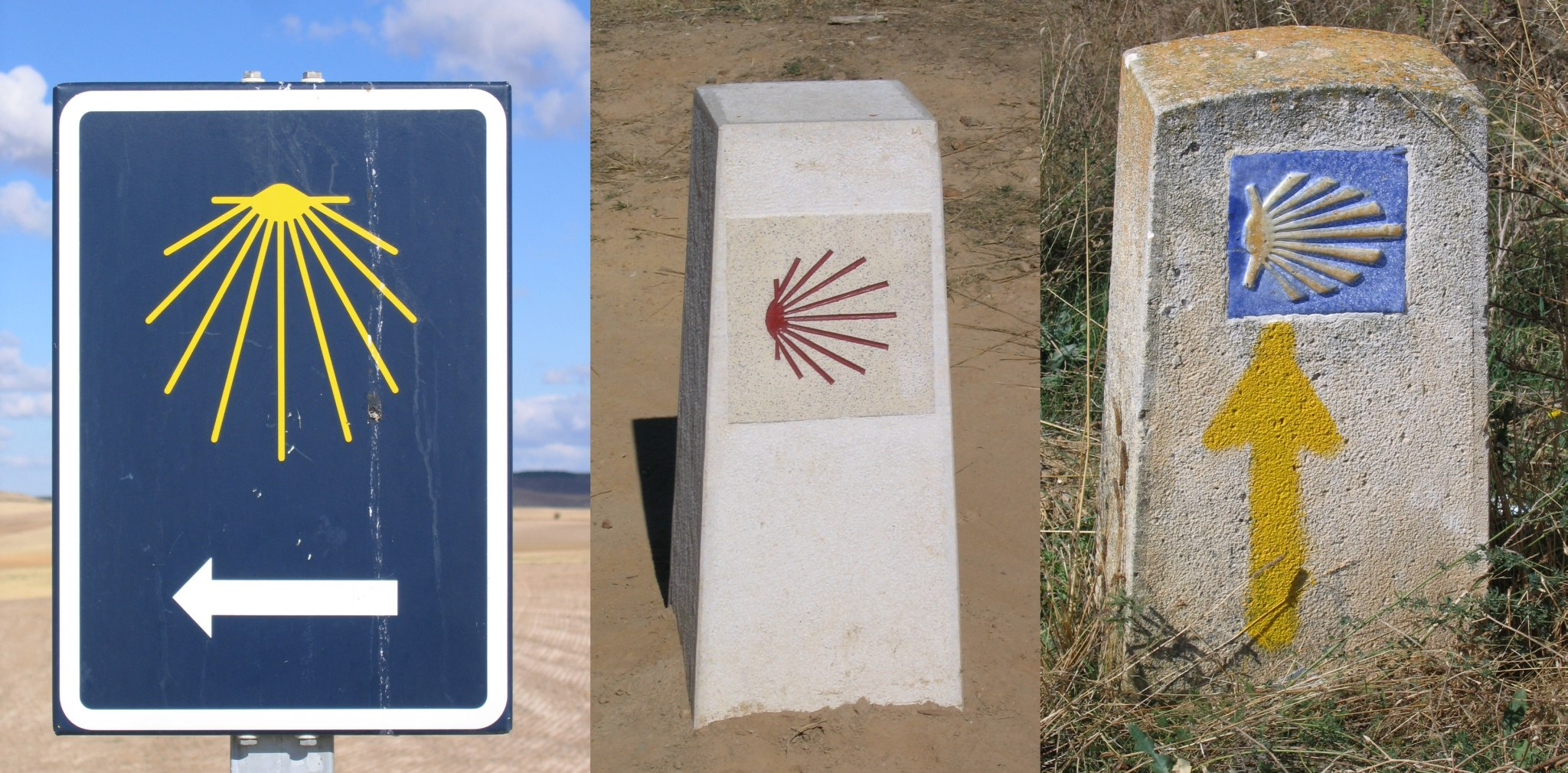
Diversos indicadores del Camino de Santiago

Los tramos son senderos de gran recorrido (GR) que tienen generalmente una longitud de más de cincuenta kilómetros y están pensados para caminatas de más de dos jornadas. Unas flechas de pintura amarilla van guiando al caminante. Los peregrinos que llegan a la catedral tienen que mostrar la «credencial» del Camino, que demostrará que han recorrido y se han alojado en los lugares que en ella se muestran. La «Compostela» es un certificado expedido por las autoridades eclesiásticas y que se entrega a los peregrinos cuando acaban su peregrinaje en la catedral, y para obtenerla se necesita haber recorrido un mínimo de cien kilómetros a pie (doscientos si se va en bicicleta o a caballo). Durante la Edad Media la «Compostelana» era un medio de indulgencia, que permitía reducir a la mitad el tiempo de estancia del alma en el purgatorio, y si ésta había sido obtenida en un Año Santo compostelano, se obtenía la indulgencia plenaria.
Son numerosas las rutas de peregrinación compostelana que se han ido creando a lo largo de los siglos. En España se inicia en los puertos de Somport (Vía Tolosana) o de Roncesvalles (Navarra). Aunque los caminos por los que llegan los fieles a Santiago son muy numerosos, uno de los recorridos más conocido es el llamado Camino Francés; se trata de un recorrido de gran riqueza cultural y artística al que van sumándose otras rutas que los nuevos peregrinos van forjando cada año, aprovechando los trazados históricos a los cuales añaden nuevas rutas. Los peregrinos van en aumento año tras año.

## Exterior de la catedral

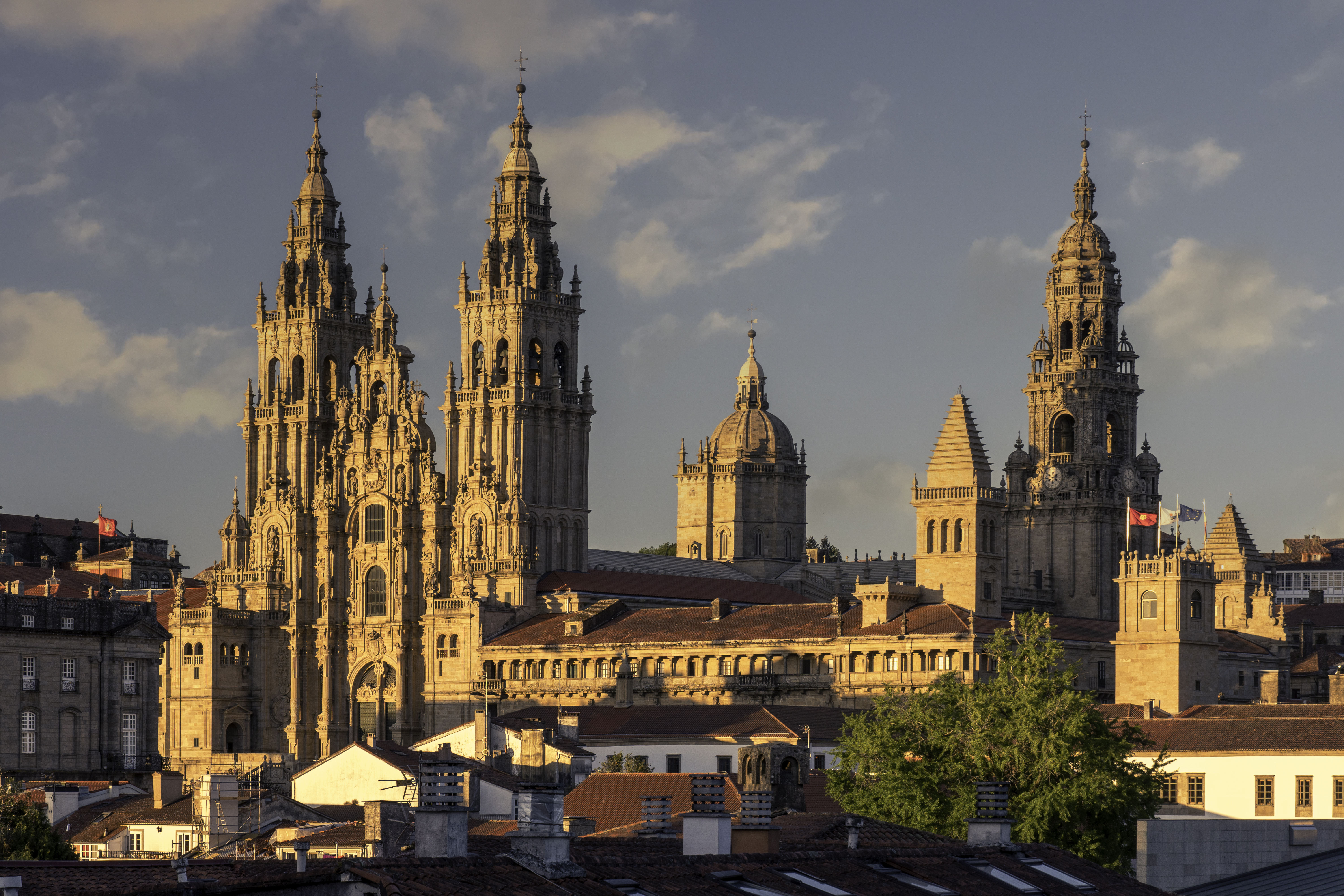
Vista general del conjunto catedralicio

Cada una de las fachadas forma con sus respectivas plazas magníficos conjuntos urbanísticos. La barroca fachada del Obradoiro fue realizada por Casas Novoa en 1740; también barroca es la de Azabachería, obra de Ferro Caaveiro y Fernández Sarela y modificada por Ventura Rodríguez; la de Platerías, construida por el maestro Esteban en 1103; y sobre todo el pórtico de la Gloria, obra primordial de la escultura románica, concluida por el maestro Mateo en 1188.

### Pórtico de la Gloria

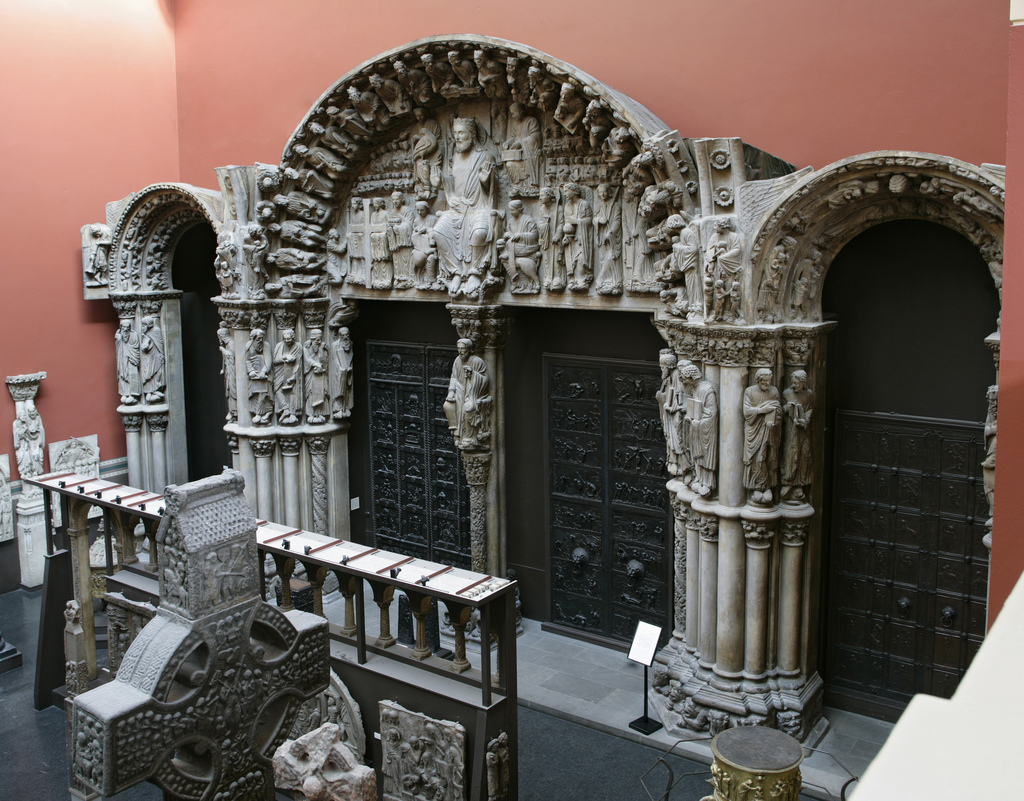
Reproducción del pórtico de la Gloria en el Museo de Victoria y Alberto de Londres

El pórtico de la Gloria de la Catedral de Santiago de Compostela es un pórtico de estilo románico realizado por el maestro Mateo y su taller por encargo del rey Fernando II, quien donó a este efecto cien maravedís anuales, entre 1168 y 1188, fecha esta última que consta inscrita en piedra en la catedral como la de su finalización. El 1 de abril de 1188 se colocaron los dinteles del pórtico y la conclusión del conjunto se demoró hasta el año 1211, momento en el que se consagró el templo con la presencia del rey Alfonso IX.
El pórtico se divide en tres arcos de medio punto que se corresponden con cada una de las tres naves de la iglesia, sostenidos por gruesos pilares con columnas adosadas. El arco central es el mayor (el doble que cada uno de los laterales), es el único que posee tímpano y está dividido por una columna central, el parteluz, con la figura de Santiago. Verticalmente, la franja inferior está formada por las bases de las columnas, decoradas con animales fantásticos, la franja media está formada por columnas que sustentan las estatuas adosadas de los Apóstoles y la superior por los arcos que coronan las tres puertas. El conjunto escultórico pretende ser una representación iconográfica de diferentes símbolos tomados del Apocalipsis de san Juan y de otros textos del Antiguo Testamento.

#### Tímpano

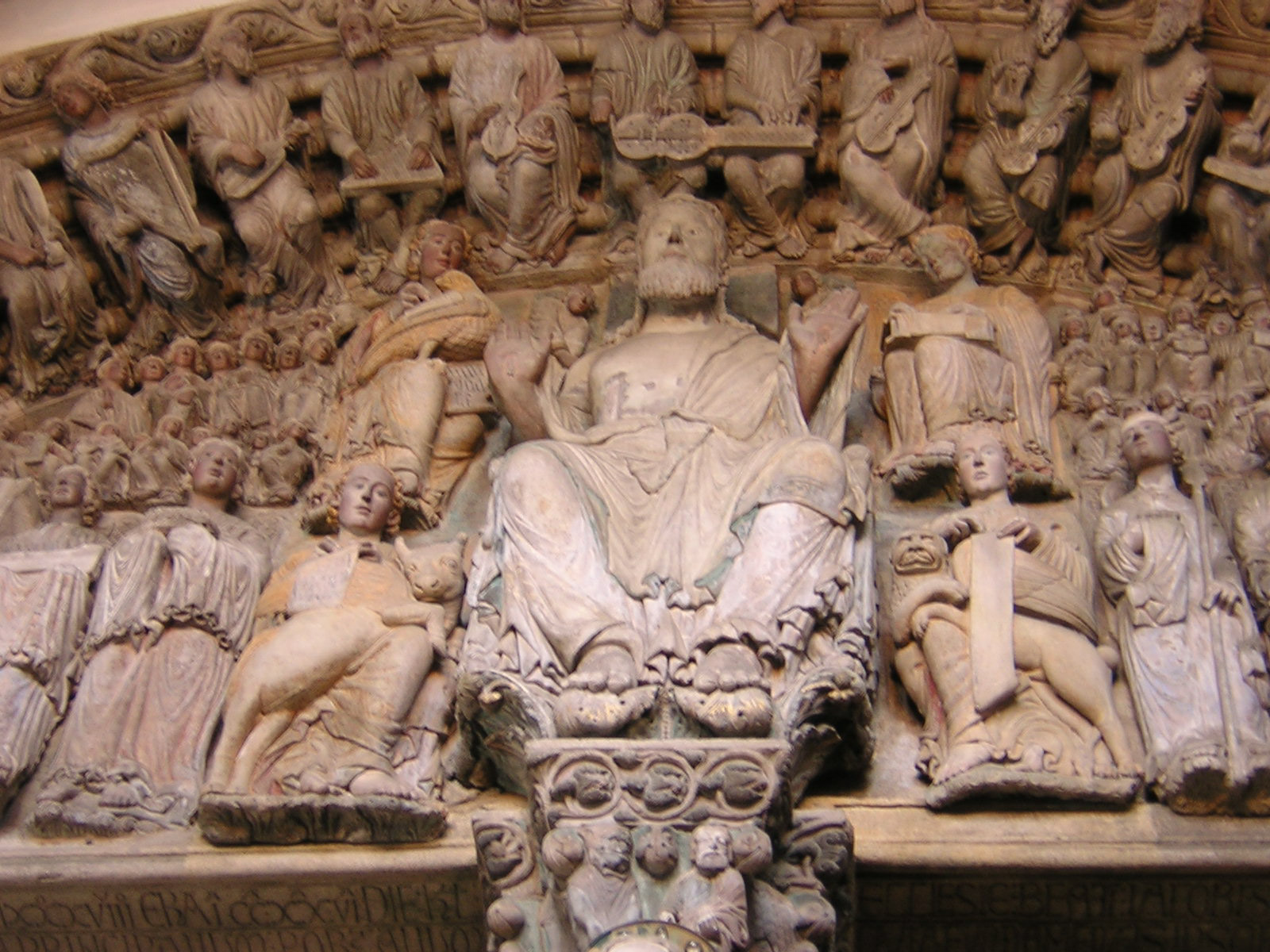
Pantocrátor del tímpano del pórtico de la Gloria

La disposición del tímpano está basada en la descripción de Cristo que hace el evangelista san Juan en el Apocalipsis (Cap. 1,1-18). En el centro, se muestra el pantocrátor, con la imagen de Cristo en Majestad, mostrando en las manos y en los pies las heridas de la crucifixión. Rodeando a Cristo, el tetramorfos con las figuras de los cuatro evangelistas con sus atributos: a la izquierda, arriba san Juan y el águila y abajo san Lucas con el buey; a la derecha, arriba san Mateo sobre el cofre del recaudador de tributos y abajo san Marcos y el león.
A ambos lados de los evangelistas, detrás de san Marcos y san Lucas, aparecen cuatro ángeles a cada lado con los instrumentos de la Pasión de Cristo. Unos llevan, sin tocarlos directamente, la cruz y la corona de espinas (a la izquierda) y la lanza y los cuatro clavos (a la derecha), otros la columna en la cual fue azotado y la tinaja con la cual se lavó Poncio Pilato. Sobre las cabezas de estos ángeles, dos numerosos grupos de almas de los bienaventurados, cuarenta en total. En la arquivolta del tímpano central se encuentran sentados los veinticuatro ancianos del Apocalipsis, sosteniendo cada uno un instrumento musical, como preparando un concierto en honor de Dios.

#### Parteluz

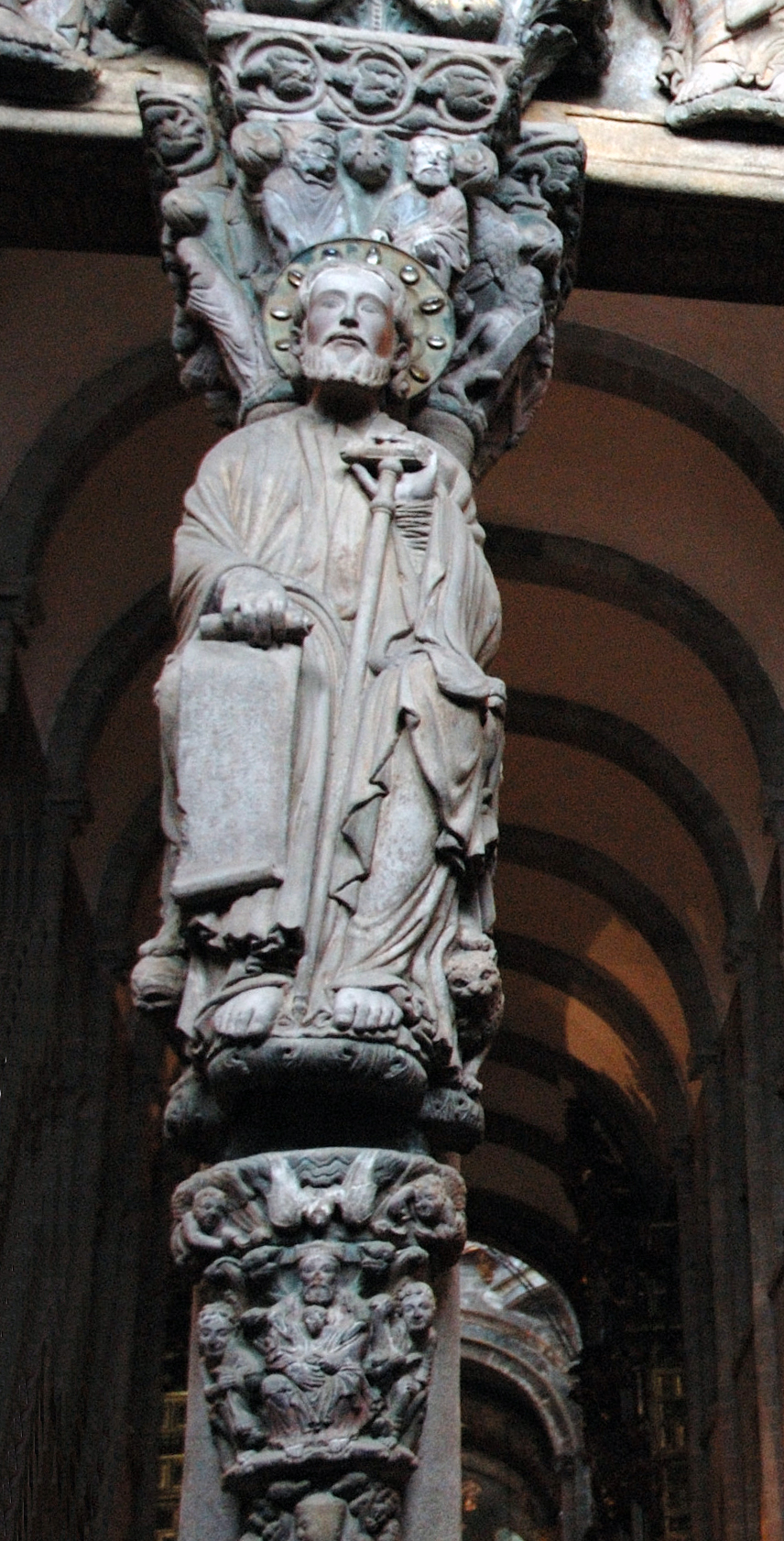
Parteluz con la figura de Santiago

En el parteluz o mainel se encuentra la figura sedente de Santiago Apóstol con un bastón de peregrino, como patrón de la basílica. Santiago aparece con un pergamino donde figura escrito Misit em Dominus (me envió el Señor). La columna acaba sobre su cabeza con un capitel donde se representan las tentaciones de Cristo en tres de sus caras; en la que mira hacia el interior del templo, rezan dos ángeles arrodillados. Al pie del santo hay otro capitel con las figuras de la Santísima Trinidad. Bajo el Apóstol se representa el árbol de Jesé, nombre que recibe el árbol genealógico de Jesucristo desde Jesé, padre del rey David; es la primera vez que se representa este tema en la iconografía religiosa en la península ibérica. La columna reposa sobre una base donde hay una figura con barba hasta el pecho (quizás una imagen de Noé) y dos leones. Al pie de esta columna central, en la parte superior interior mirando hacia el altar mayor de la catedral, está la figura arrodillada del propio maestro Mateo, sosteniendo un cartel en que está escrito Architectus. A esta imagen se la conoce popularmente como «Santo dos croques», por la antigua tradición de los estudiantes de golpear su cabeza contra la figura para recibir sabiduría, tradición que fue adoptada posteriormente por los peregrinos, aunque se están tomando medidas para limitar el acceso para intentar frenar el deterioro que por este motivo ha sufrido la obra.

#### Jambas

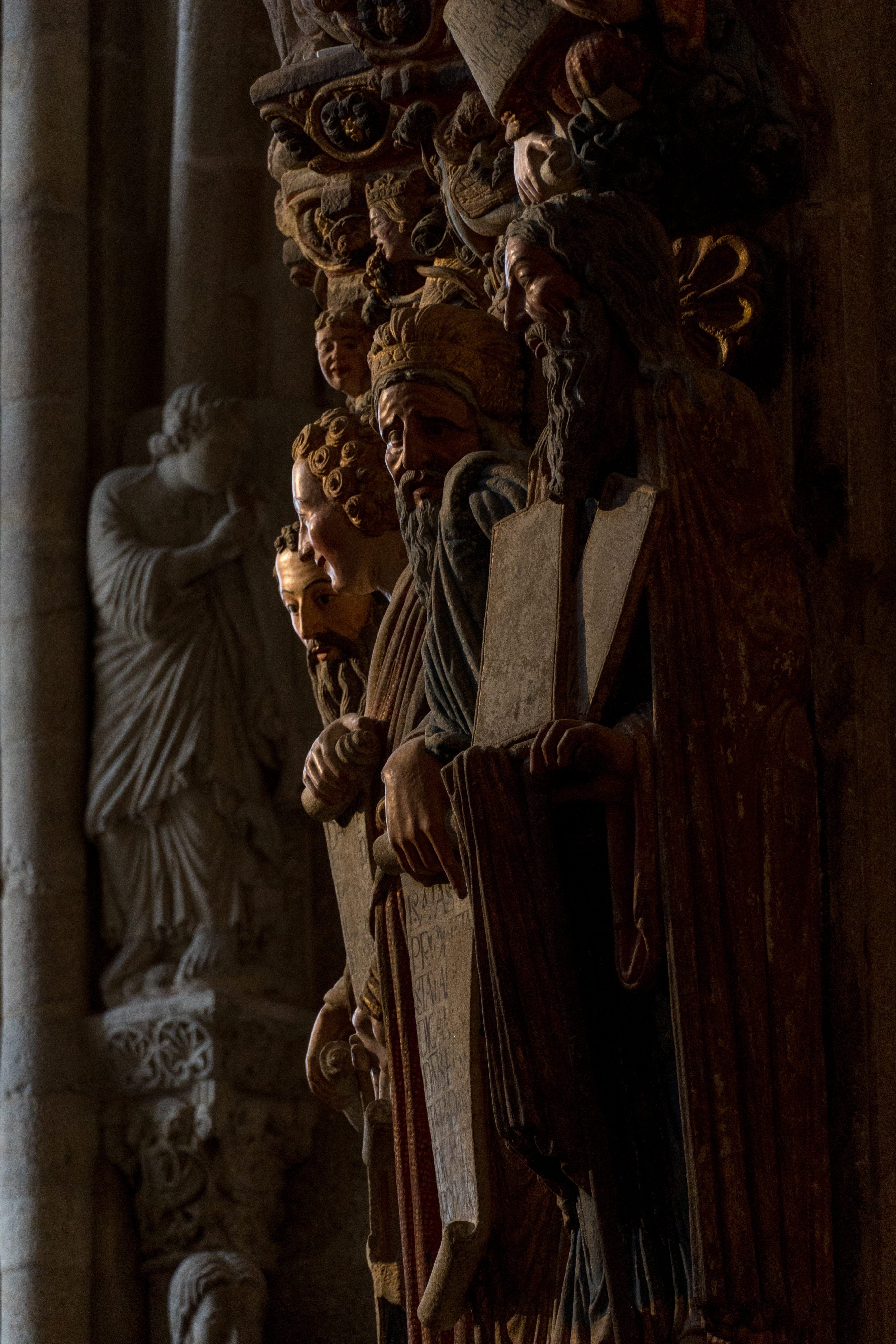
Apóstoles de una de las jambas del pórtico de la Gloria

En las columnas de la puerta central y en las dos puertas laterales aparecen representados apóstoles, profetas y otras figuras, con sus atributos iconográficos. Todas están coronadas con su respectivo capitel donde se representan diferentes animales y cabezas humanas con motivos de hojas. Todas las figuras estaban policromadas y con su nombre inscrito en los libros o pergaminos que sostienen en sus manos.
Los cuatro puntales del pórtico se sustentan sobre fuertes basamentos donde se representan grupos de diversos animales y cabezas humanas con barba. Para algunos autores estas figuras son imágenes de demonios, y simbolizan que el peso de la gloria (el pórtico en este caso) aplasta al pecado. Otras fuentes le dan una interpretación apocalíptica, con guerras, hambre y muerte (representadas por las bestias), situaciones que solo se pueden salvar gracias a la inteligencia humana (las cabezas de los hombres ancianos).

#### Puertas laterales

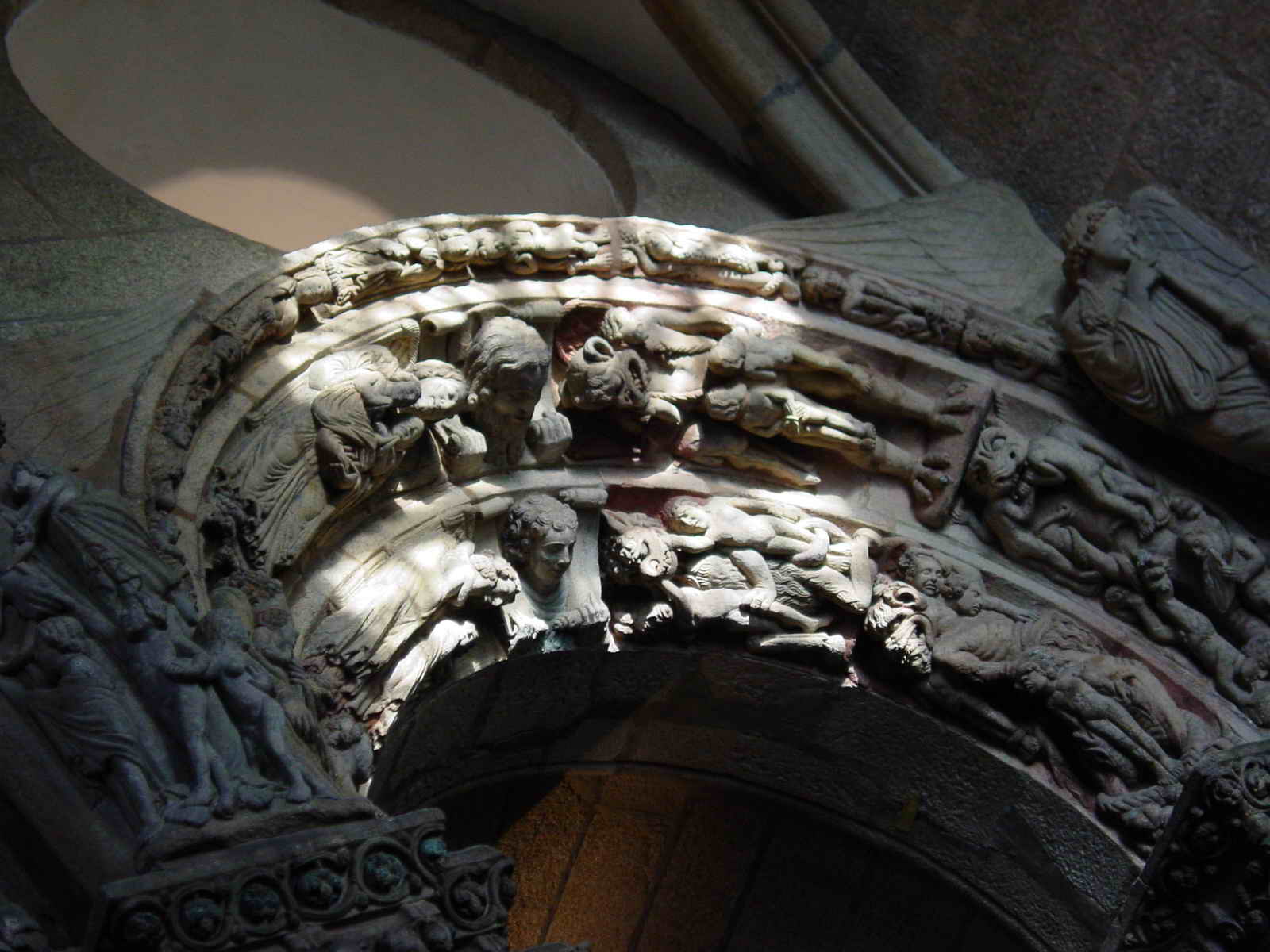
La arquivolta de la puerta derecha representa el Juicio Final

El arco de la puerta derecha representa el Juicio Final. La doble arquivolta está dividida en dos partes iguales por dos cabezas. Algunos autores identifican estas cabezas con las figuras de san Miguel y Cristo, para otros son Cristo-Juez y un ángel, y otras fuentes indican que representan a Dios Padre y Dios Hijo. A la derecha de estas cabezas aparece representado el Infierno, con figuras de monstruos (demonios) que arrastran y torturan las almas de los condenados. A la izquierda, el Cielo con los escogidos, con figuras de ángeles con niños que simbolizan las almas salvadas.
El arco de la puerta izquierda representa escenas del Antiguo Testamento, con los justos que esperan la llegada del Salvador. En el centro de la primera arquivolta está Dios creador, que bendice al peregrino y sostiene el libro de la Verdad Eterna; a su derecha está Adán (desnudo), Abraham (con el índice levantado) y Jacob. Con ellos hay dos figuras más que podrían ser Noé (nuevo padre de la humanidad para salvarla del Diluvio) y Esaú o Isaac y Judá. A la izquierda de Dios vemos a Eva, Moisés, Aarón, el rey David y Salomón. En la segunda arquivolta, la superior, diez pequeñas figuras representan las doce tribus de Israel.

### Fachada del Obradoiro

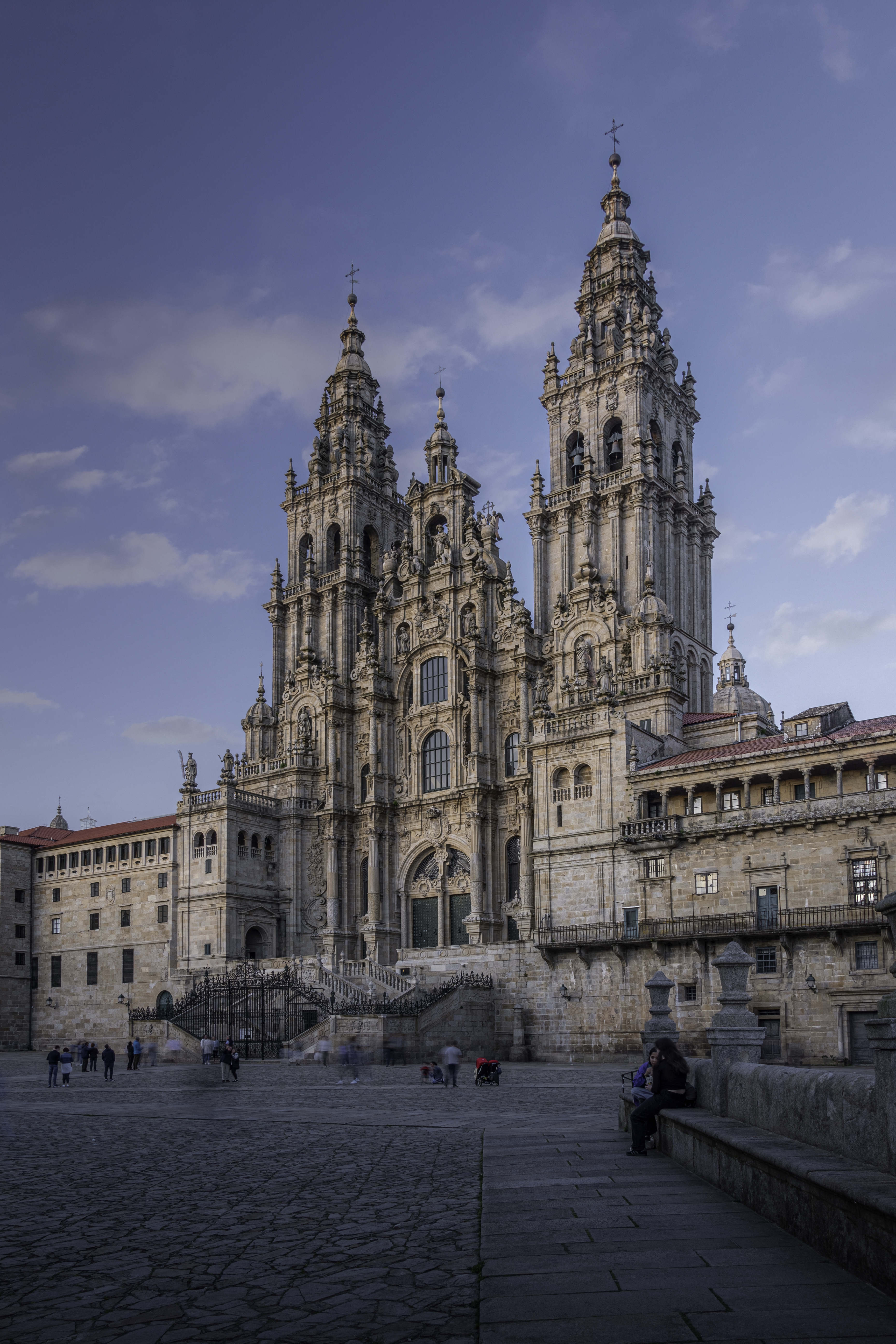
Vista al anochecer de la fachada tras su última restauración concluida en 2018

La plaza del Obradoiro a la que da esta fachada hace alusión al taller (obradoiro, en gallego) de canteros que funcionaba en la plaza durante la construcción de la catedral. Para proteger el Pórtico de la Gloria del deterioro que estaba sufriendo por las inclemencias meteorológicas, esta fachada y sus torres ya habían tenido varias reformas desde el siglo XVI. En el siglo XVIII se decidió construir la actual fachada barroca, obra de Fernando de Casas Novoa. Cuenta con unos grandes ventanales acristalados que permiten iluminar la antigua fachada románica y se encuentra entre las torres de las Campanas y de la Carraca. En medio del cuerpo central está Santiago Apóstol y un nivel más abajo sus dos discípulos, Atanasio y Teodoro, todos vestidos de peregrinos. En medio, la urna (representación del sepulcro encontrado) y la estrella (representación de las luminarias que vio el ermitaño Pelayo) entre ángeles y nubes. En la torre de la derecha está María Salomé, madre de Santiago, y en la torre de la izquierda su padre, Zebedeo. Sobre la balaustrada de esta parte izquierda puede verse a santa Susana y san Juan y sobre la de la derecha a santa Bárbara y Santiago el Menor.
Para subir hasta la entrada de la fachada se encuentra una escalera, realizada en el siglo XVII por Ginés Martínez, de estilo renacentista inspirada en la de Jacopo Vignola del Palacio Farnesio, en forma de rombo con dos rampas que rodean la entrada a la antigua cripta románica del siglo XII del maestro Mateo, denominada popularmente «catedral Vieja».
Entre el plano existente de la fachada del Obradoiro y la antigua portalada románica (pórtico de la Gloria) se encuentra un nártex cubierto.
Esta fachada se ha convertido en un símbolo de la catedral y de la ciudad de Santiago de Compostela. Prueba de su representatividad es el grabado que aparece en el reverso de las monedas españolas de 1, 2 y 5 céntimos de euro.
Una restauración de la fachada realizada en 2014 descubrió bastantes aspectos muy mejorables de su construcción original.

### Fachada sur o de las Platerías

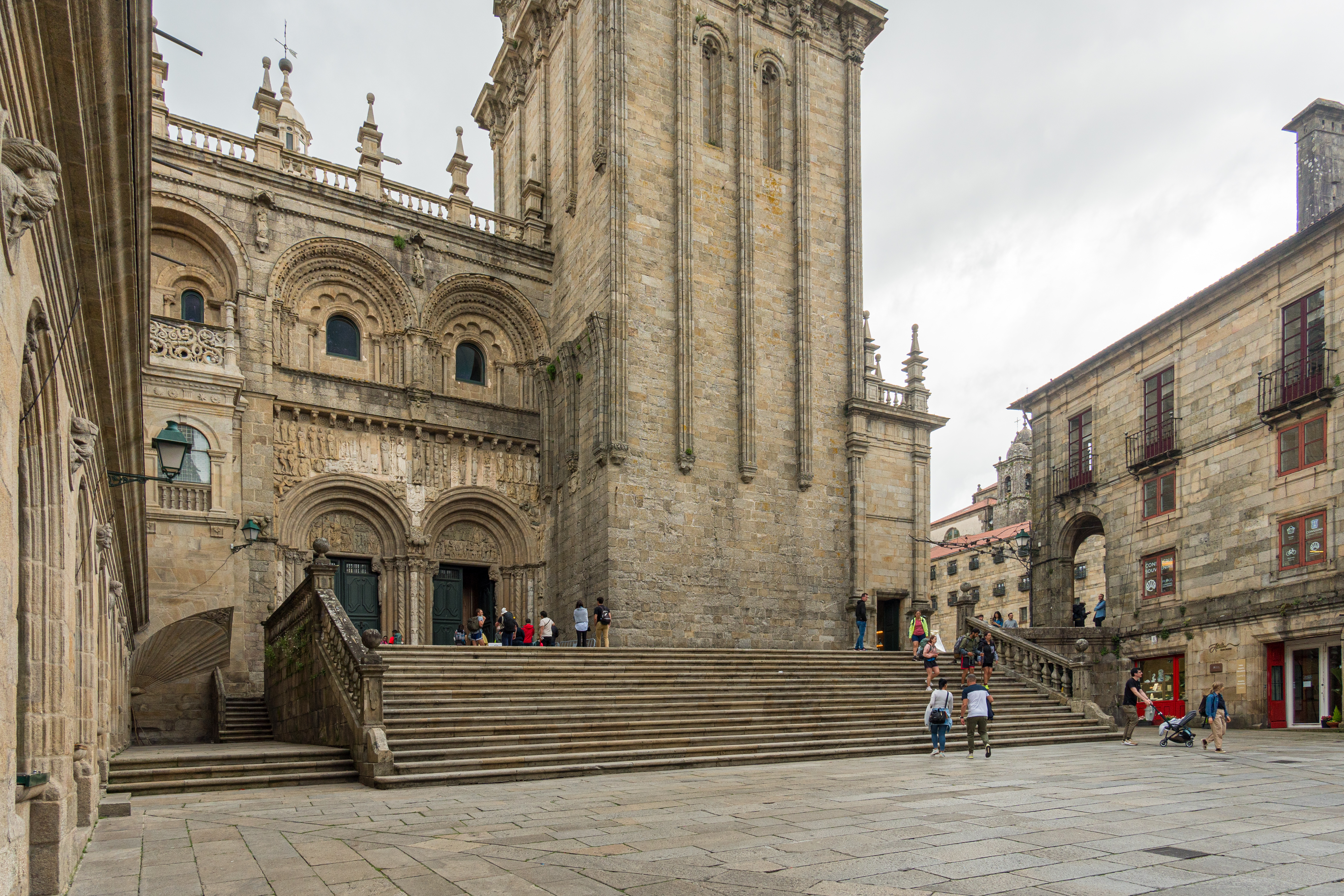
Fachada románica de las Platerías

La fachada de las Platerías (Praterías, en gallego) es la fachada meridional del crucero de la catedral de Santiago de Compostela y es la única fachada románica que se conserva en la catedral. Se edificó entre 1103 y 1117 y durante los siglos posteriores se le han ido añadiendo elementos procedentes otros lugares de la catedral. La plaza de las Platerías está delimitada por la catedral y el claustro en dos de sus lados; contigua a la catedral está la Casa del Cabildo.
Consta de dos puertas de entrada en degradación con arquivoltas y tímpanos historiados. Las arquivoltas están sobre once columnas adosadas, tres son de mármol blanco (la central y las de los extremos) y el resto de granito. En la central aparecen las figuras de doce profetas y en las laterales los Apóstoles. Sobre los tímpanos se encuentra un gran friso que está separado del cuerpo superior por una franja sostenida por canecillos grotescos; en este piso se encuentran dos ventanas que están adornadas por arquivoltas románicas.

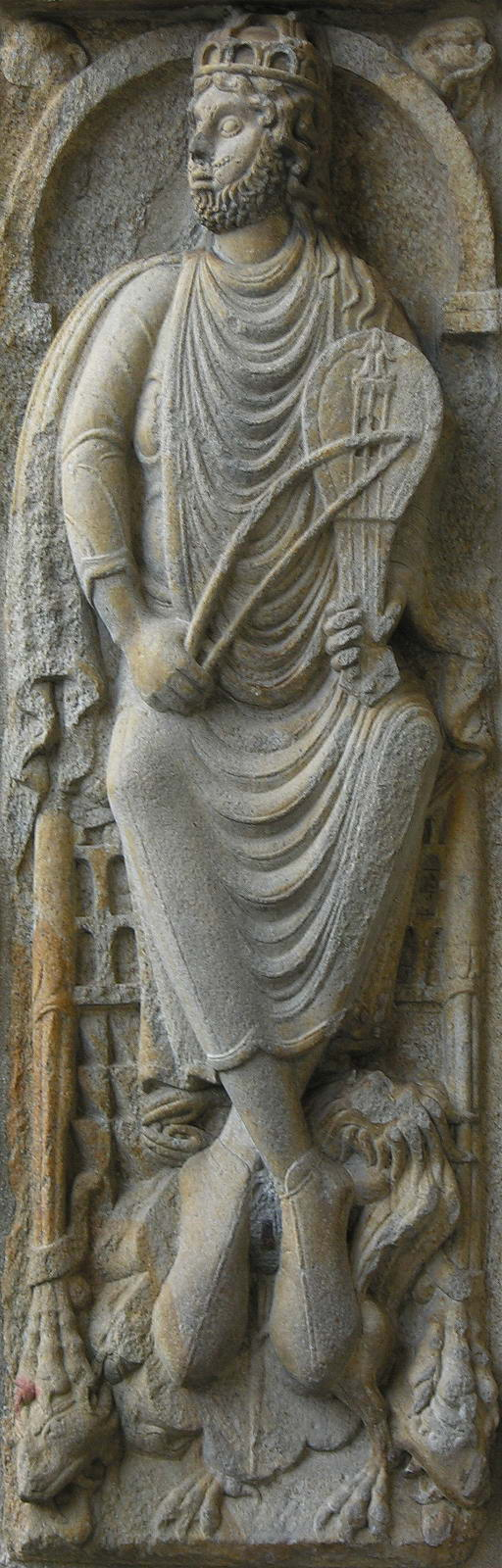
Escultura del rey David, por el maestro Esteban

En el friso central se encuentra Cristo, con personajes y escenas varias, a su derecha las seis figuras que se ven pertenecen al coro de piedra del maestro Mateo que fueron colocadas a finales del siglo XIX. La disposición original de los elementos iconográficos quedó desvirtuada desde que en el siglo XVIII fueron introducidas numerosas imágenes recuperadas de la desmantelada fachada de Azabacherías. En un medallón central aparece el Padre Eterno (o la Transfiguración) con las manos abiertas y sobre los arcos en el extradós figuran cuatro ángeles con trompetas que anuncian el Juicio Final.
En el tímpano de la puerta izquierda aparece Cristo tentado por un grupo de demonios. En la Puerta de Platerías, en concreto, en el tímpano de la puerta izquierda nos encontraríamos con una figura antropomorfa sedente que representa a una mujer que deja al descubierto un pecho y una pierna, con una gran melena ondulada y suelta y que sostiene una calavera entre sus manos. La colocación se enmarca en el conjunto escultórico en el que se ilustran las tentaciones de Cristo. La primera referencia que tenemos nos la proporciona el Codex Calixtinus, que la va a relacionar con una alegoría del pecado, en concreto, la lujuria, ya que, como nos comenta la Guía del Liber Sancti Iacobi: “Representaría a una mujer adultera obligada a besar dos veces al día el cráneo de su amante”.  Sin embargo, José María Azcárate la va a relacionar con el personaje bíblico de Eva, al ser ésta el origen del pecado y “la madre de todos los mortales”   (opinión errónea respaldada inicialmente por Moralejo). No hay que olvidar la imagen que ofrecía la iglesia sobre la mujer y como lo representaba en las obras artísticas. Era muy frecuente representar al diablo travestido de mujer como símbolo iconográfico de tentación tanto para el hombre como para los santos.
Serafín Moralejo va a enlazar a esta representación con los exempla,  unos relatos medievales moralizantes profanos que los clérigos solían utilizar en sus sermones, un análisis que le hizo modificar su enfoque sobre la figura representada. John Williams va a seguir en esta línea y va a poner dos conceptos sobre la mesa: el adulterio y la lujuria. El cabello suelto de la mujer es interpretado por John Williams como una cuestión erótica (existe una tradición que relaciona el pecado y la tentación con el pelo sin recoger). Manuel Castiñeiras optó por un valor simbólico de carácter jurídico que reflejase visualmente las reformas del sacramento matrimonial llevadas a cabo por Gelmírez tratando de mentalizar al estamento sacerdotal de la eliminación de la práctica del concubinato.
Tenemos que recordar que la fidelidad del matrimonio era uno de los objetivos de la reforma de Gregorio VII.  Es necesario resaltar que, en ella es posible distinguir dos niveles de lectura: un primer; reservado a los ciudadanos de Compostela, a modo de exemplum contra el adulterio, advirtiendo lo que la Justicia de los hombres tenía reservado para aquellos que podían burlar los votos de obediencia conyugal, y un segundo; el cual presenta una asimilación más elitista en la que se incluían, para aportar coherencia a todo el conjunto, citas de la literatura Patrística y de las Sagradas Escrituras.
En las jambas aparecen san Andrés y Moisés. En el contrafuerte izquierdo, el bíblico rey David sentado en su trono con las piernas cruzadas, translúcidas a través de la fina tela de su ropa, y tocando una viola, personifica el triunfo sobre el mal y es una obra destacada del románico, esculpida por el maestro Esteban o maestro de las Platerías; aparece también la creación de Adán y Cristo bendiciendo. Muchas de estas figuras proceden de la fachada románica norte o del Paraíso (actual fachada de la Azabachería) y fueron colocadas en esta fachada en el siglo XVIII.

En el tímpano de la puerta derecha aparecen varias escenas de la pasión de Cristo y de la adoración de los Reyes Magos. En una de las jambas aparece la inscripción que conmemora la colocación de la primera piedra:
 Inscripción que sigue el calendario romano y, según el cómputo de la era hispánica, corresponde al 11 de julio de 1103. Una imagen, no identificada, sobre un zorro que se come una liebre y, frente a esta, una mujer mal vestida con un animal en el regazo, proceden de otro lugar. Apoyadas en el muro de la torre Berenguela aparecen otras imágenes que representan la creación de Eva, Cristo en un trono y el sacrificio de Isaac.

### Fachada norte o de Azabachería

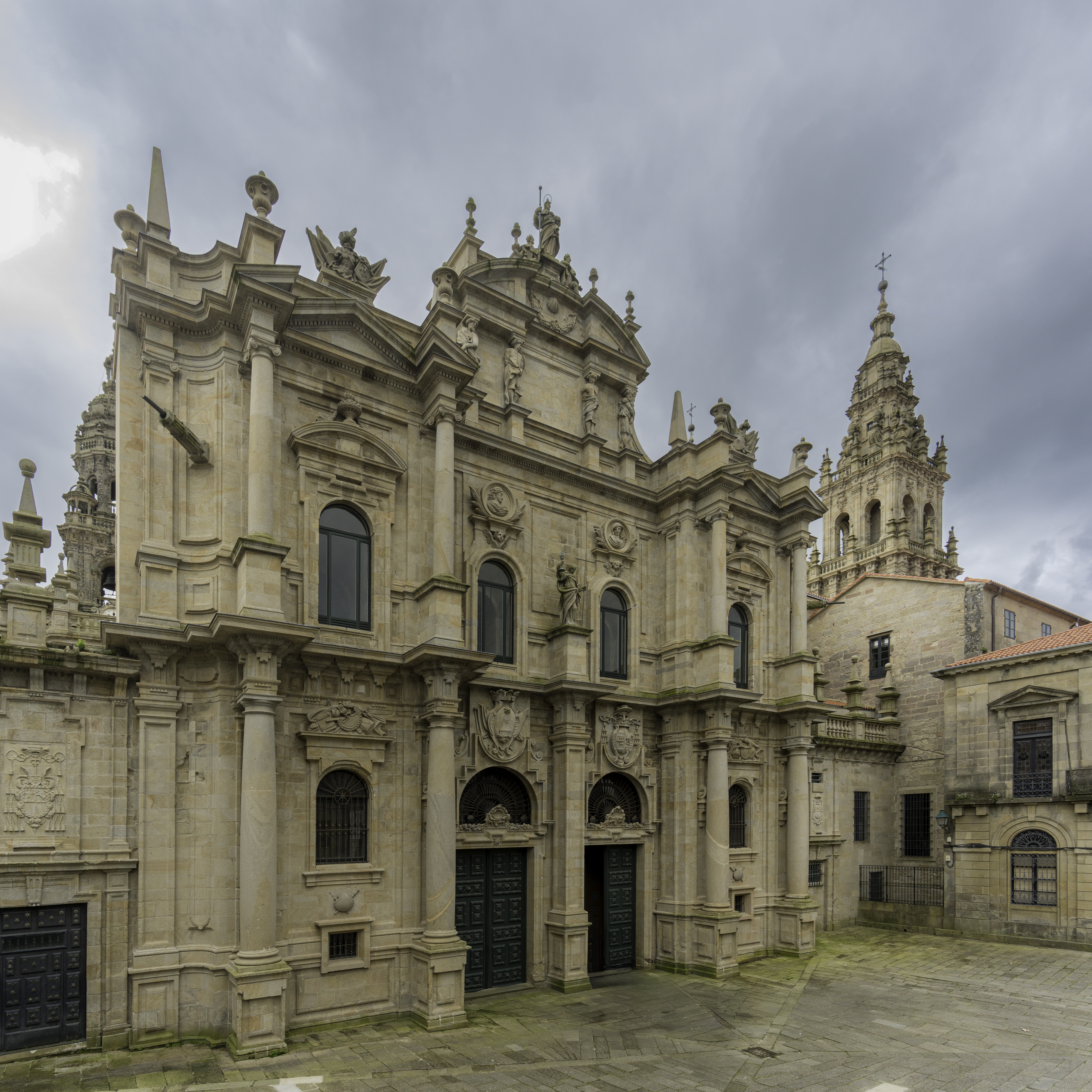
Fachada de la Azabachería

La fachada de Azabachería (Acibecharía, en gallego) se encuentra en la Plaza de la Inmaculada o de la Azabachería, donde desemboca el último tramo urbano de los caminos Francés, Primitivo, del Norte e Inglés a través de la antigua puerta Francígena o puerta del Paraíso. El portal románico fue construido en 1122 por Bernardo, tesorero del templo. Este portalón fue demolido tras haber sufrido un incendio el año 1758; algunas piezas escultóricas que se salvaron fueron colocadas en la fachada de las Platerías. La nueva fue proyectada en estilo barroco por Lucas Ferro Caaveiro y terminada por Domingo Lois Monteagudo y Clemente Fernández Sarela en estilo neoclásico, aunque conservó algunos trazados del barroco, el año 1769.
En la parte superior de la fachada se encuentra una estatua de Santiago del siglo XVIII, con dos reyes a sus pies en posición de oración: Alfonso III y Ordoño II. En el centro se encuentra la estatua de la Fe.

### Fachada este o de la Quintana
La fachada de la catedral que da a la plaza de la Quintana tiene dos puertas, la Puerta Real, de estilo barroco, iniciada bajo la dirección de José de Vega y Verdugo por José de la Peña de Toro en 1666 y finalizada por Domingo de Andrade en 1700, que realizó unas grandes columnas que abarcan dos plantas de ventanales, una balaustrada con grandes pináculos y un edículo con una escultura ecuestre de Santiago (hoy desaparecida), muy adornado con decoración de racimos de frutas y trofeos militares a gran escala. Por esta puerta accedían los reyes de España a la catedral, de ahí su nombre, y sobre su dintel se encuentra el escudo real.
La llamada Puerta Santa o Puerta del Perdón es la más cercana a las escalinatas, está generalmente cerrada con una reja y se abre solo los años jubilares, el día 31 de diciembre del año anterior. Fue una de las siete puertas menores y estuvo dedicada a san Pelayo (cuyo monasterio está justo enfrente). Sobre esta puerta se pueden ver en unas hornacinas la imagen de Santiago y sus discípulos Atanasio y Teodoro a su lado. En el cuerpo inferior y a ambos lados de la puerta se colocaron veinticuatro figuras de profetas y apóstoles (incluida la del propio Santiago) que provenían del antiguo coro de piedra del maestro Mateo. En el interior de esta puerta pasando un pequeño patio se encuentra la verdadera Puerta Santa, por la que se entra al deambulatorio del ábside del templo.

### Torre de las Campanas

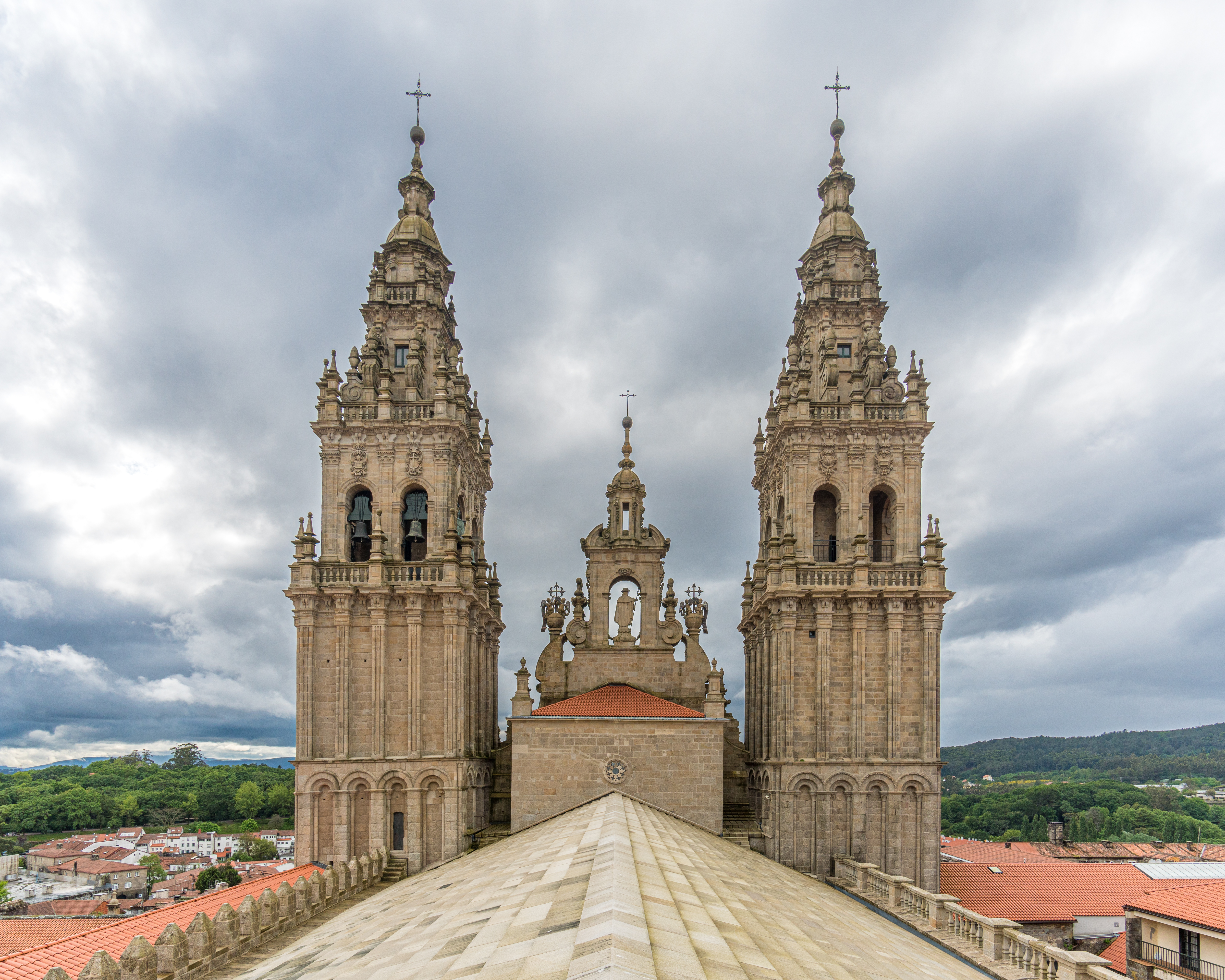
Torre de las Campanas (a la izquierda de la foto), vista desde las renovadas cubiertas de piedra

Las primitivas torres que se encontraban en la fachada principal de la catedral eran románicas (actual fachada del Obradoiro). Se denominan respectivamente torre de las Campanas, la situada en el lado de la Epístola (derecha), y torre de la Carraca, en el lado del Evangelio (izquierda); las dos tienen una altura de entre 75 y 80 metros.
Se construyó el primer cuerpo de la torre en el siglo XII; en el siglo XV se realizaron diversas modificaciones y el rey Luis XI de Francia donó en 1483 las dos campanas mayores de las trece con las que cuenta.
Debido a una inclinación que se detectó en su estructura entre los siglos XVI y XVII tuvo que ser reforzada con contrafuertes, entre 1667 y 1670 José de la Peña realizó el cuerpo de estilo barroco en que se encuentran alojadas las campanas, y que fue terminado por Domingo de Andrade. La arquitectura de las torres tiene un gran efecto de perspectiva gracias a sus líneas verticales y al escalonamiento de sus pisos.

### Torre norte o de la Carraca

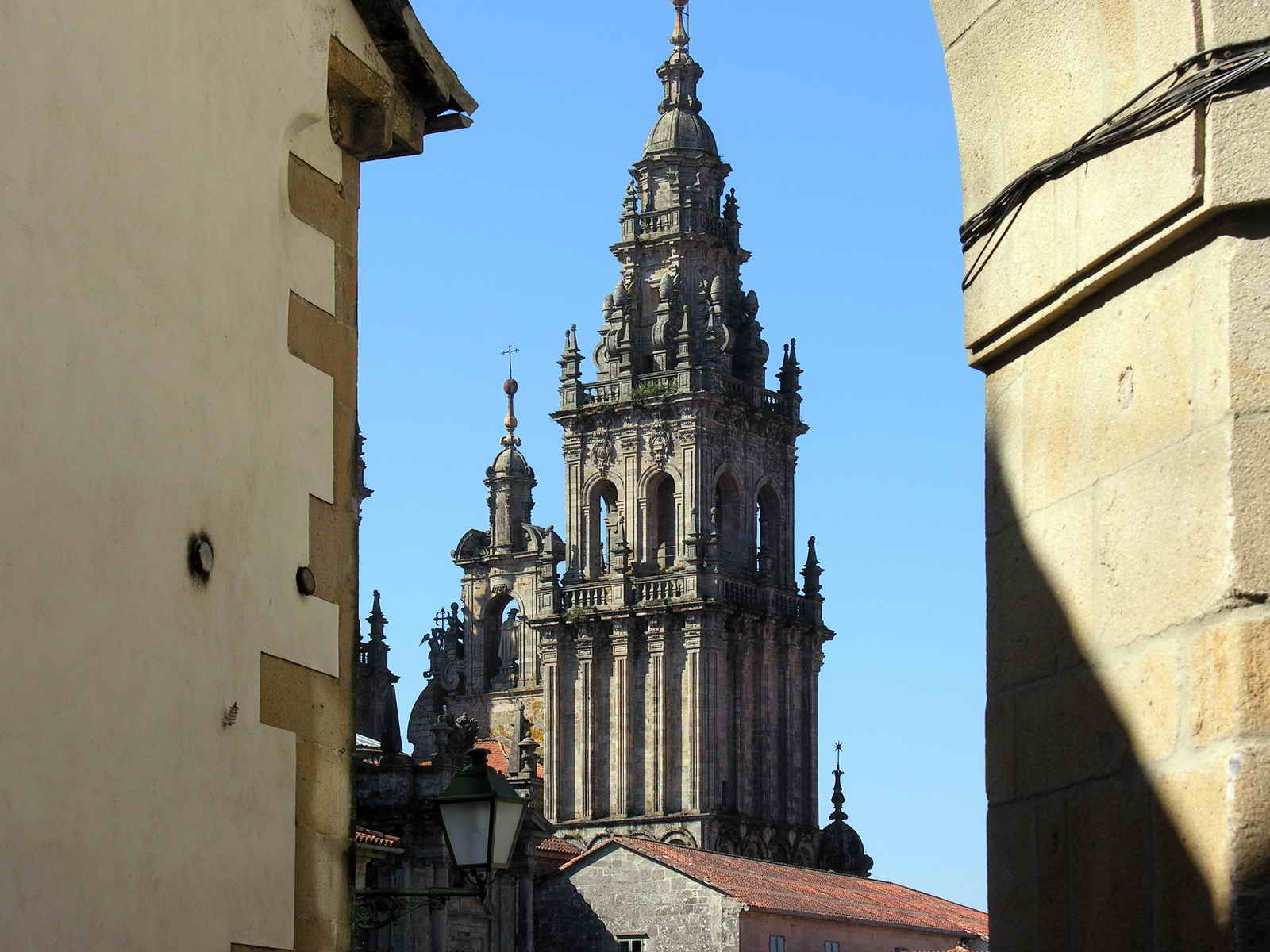
Torre de la Carraca

Está situada al lado izquierdo de la fachada del Obradoiro, fue edificada como su compañera del lado contrario sobre otra anterior de la época románica. Fue proyectada por Fernando de Casas Novoa en 1738 imitando la torre de las Campanas realizada por Peña del Toro y Domingo de Andrade en el siglo XVII, consiguiendo una decoración barroca con todo tipo de ornamentación que aportó una unificación arquitectónica en toda la fachada.
En abril de 2010 se instaló una réplica de la antigua carraca, por no ser posible su restauración, que pasará a formar parte del museo catedralicio. La nueva es una copia fiel del antiguo instrumento y ha sido realizada con la misma clase de madera de castaño, consta de cuatro cajas de resonancia rectangulares con una lengüeta en cada una que al girar sobre un eje dentado y golpearlas las hace sonar; las cajas están colocadas en forma de cruz y cada brazo mide algo más de dos metros. Este antiguo instrumento, actualmente en desuso en la liturgia, se hacía tocar durante las celebraciones de Semana Santa como símbolo de duelo por la muerte de Jesús, para acallar el sonido de las campanas durante esta época de recogimiento.

### Torre del Reloj, de la Trinidad o Berenguela

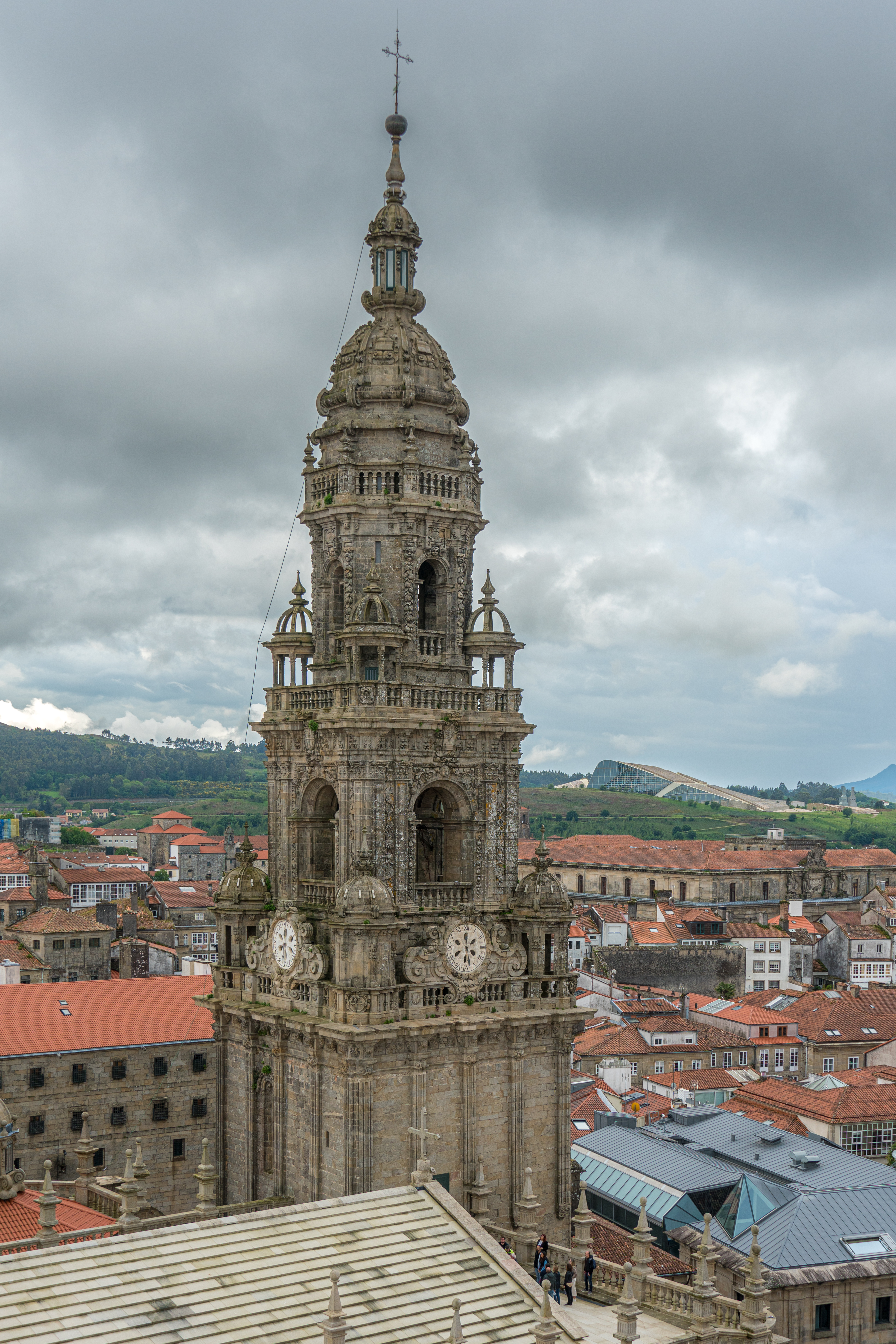
Parte superior de la torre del Reloj, también llamada de la Trinidad o la Berenguela

La Torre del Reloj, también llamada de la Trinidad o, no con toda justicia, la Berenguela, se encuentra en la intersección de la plaza de las Platerías y la plaza de la Quintana. Tradicionalmente se considera que se inició su construcción en 1316, a instancias del arzobispo Rodrigo de Padrón, como torre de defensa y tras su defunción continuó con la obra su sucesor, el arzobispo Berenguel de Landoria, aunque algunos autores sostienen que esos datos pueden no ser correctos. Cuando fue nombrado maestro mayor de la catedral, Domingo de Andrade prosiguió su construcción y entre 1676 y 1680 la elevó dos plantas más y con la utilización de diversas estructuras consiguió un conjunto armonioso y ornamental con un coronamiento en forma piramidal y una linterna como remate final (en cuyo interior permanecen encendidas, permanentemente, cuatro lámparas de incandescencia). Se eleva hasta los setenta y cinco metros de altitud.
En 1833 se colocó un reloj de cuatro esferas (una por cada cara de la torre), realizado por Andrés Antelo y que había sido un encargo del arzobispo Rafael de Vélez. Como parte de su mecanismo cuenta con dos campanas, la de las horas, llamada Berenguela, y otra más pequeña que marca los cuartos; las dos fueron fundidas en 1729 por Güemes Sampedro, la Berenguela tiene un diámetro de 255 cm y una altura de 215 cm, con un peso aproximado de 9600 kilos, y la de los cuartos pesa 1839 kilos con un diámetro de 147 cm y una altura de 150 cm. Ambas campanas sufrieron un agrietamiento que obligó a su sustitución; las réplicas actuales se fundieron en Asten (Países Bajos) por la casa Eijsbouts en 1989 y fueron colocadas en la catedral en febrero de 1990.

## Interior del templo

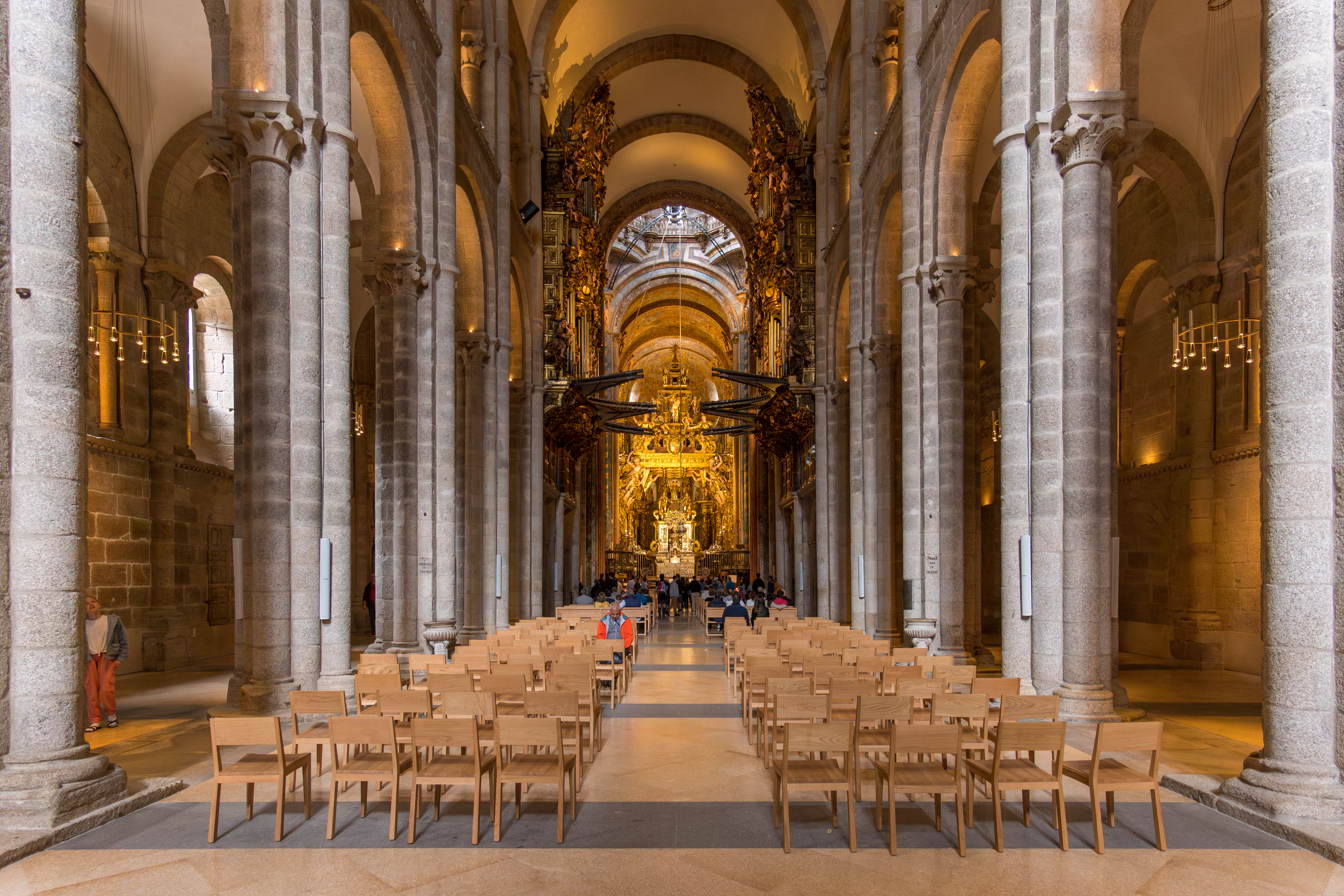
Vista general de la nave principal

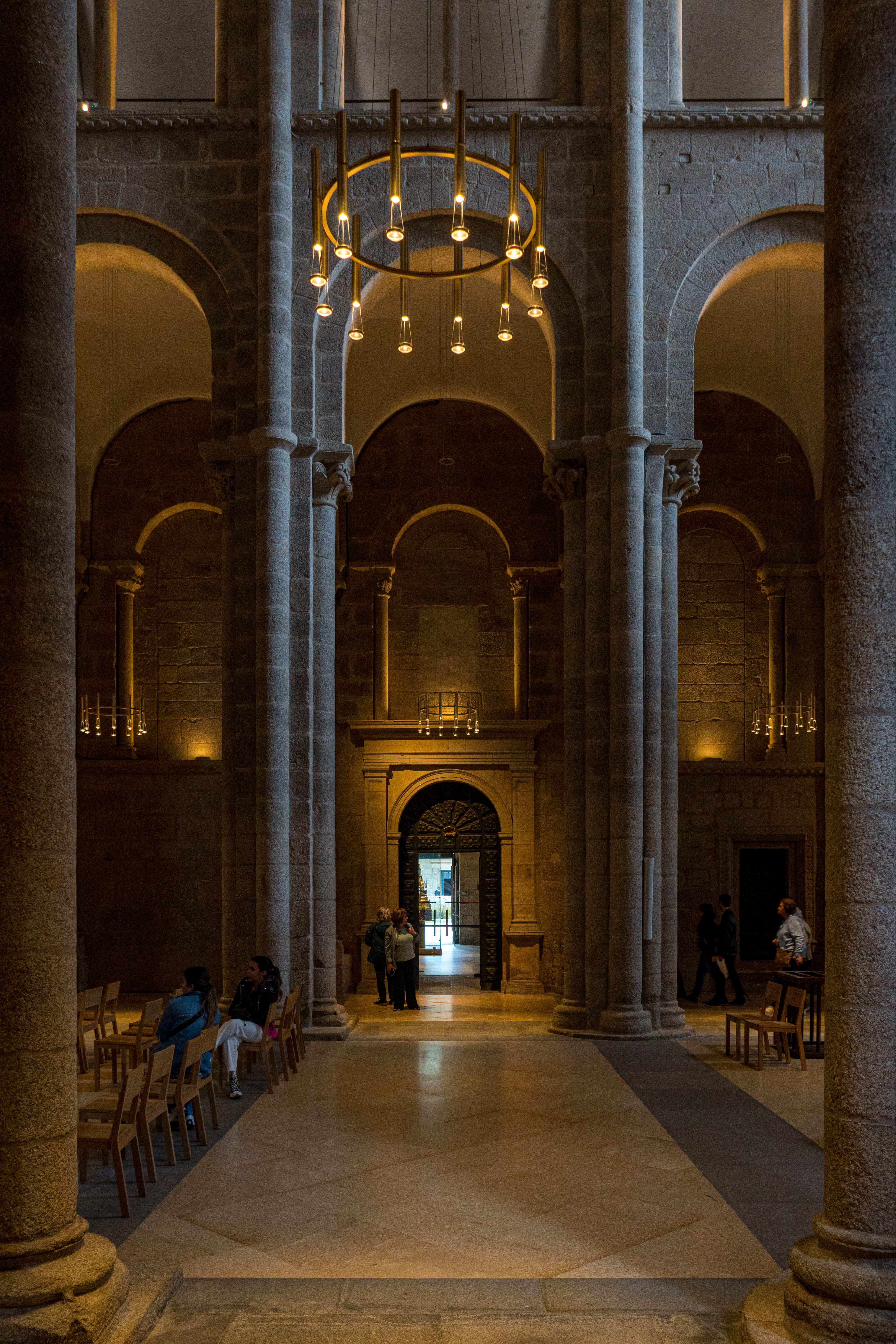
Vista del interior de la catedral, donde se aprecian las columnas de las naves laterales y el triforio (o tribuna, según los autores)

La estructura del edificio está situada sobre un área de ocho mil metros cuadrados, consta de una planta en cruz latina de tres naves de una longitud de unos cien metros con un crucero también de tres naves y de cerca de setenta metros de longitud. La altura en la nave central es de veintidós metros en todo su recorrido y alcanza los treinta y dos de máximo en la bóveda del crucero. El cimborrio, situado sobre el centro del transepto, es gótico y sustituye el antiguo de estilo románico.

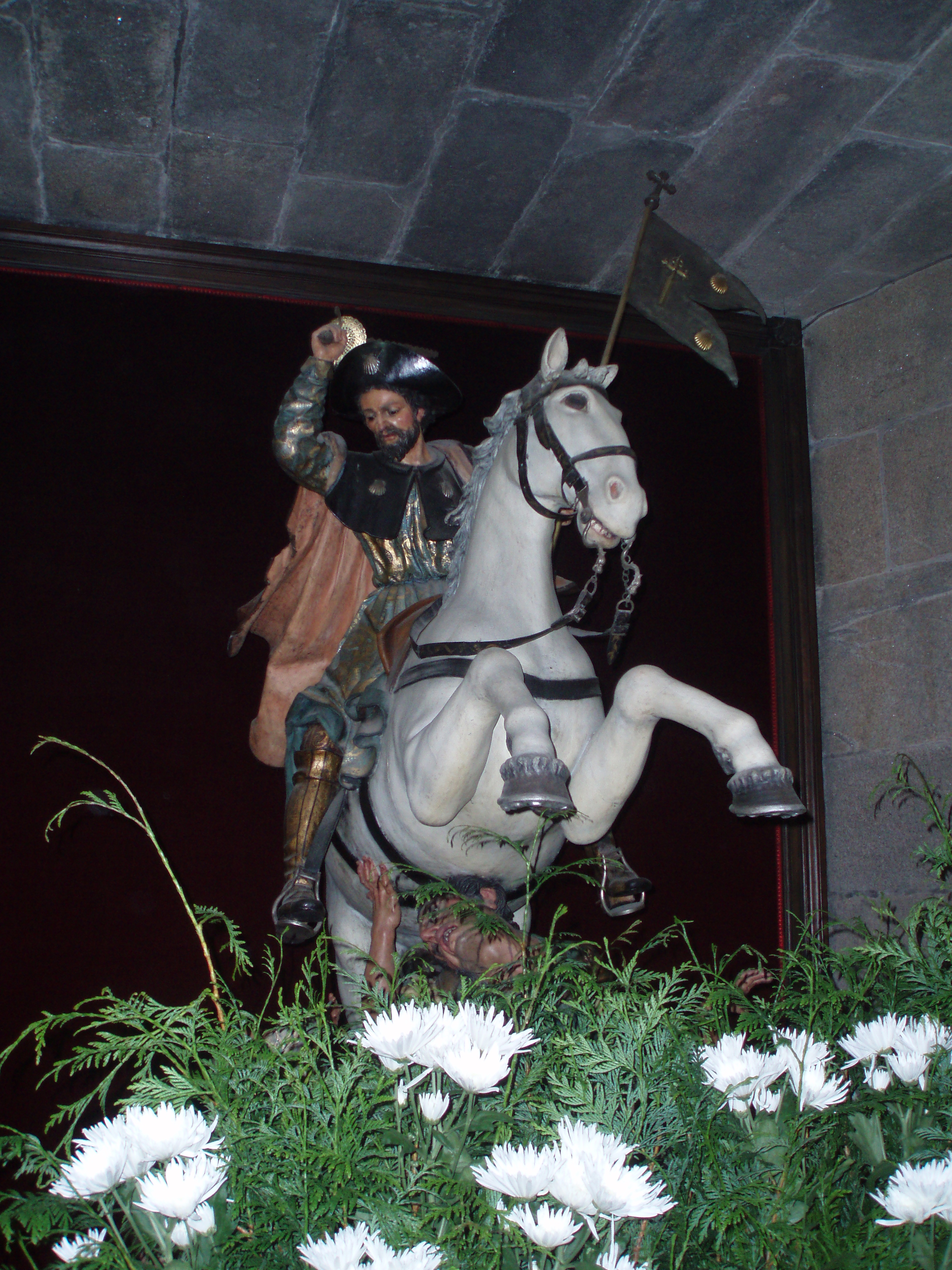
Imagen de Santiago Matamoros en 2008

Cerca del altar mayor, la girola está compuesta por diversas capillas románicas absidales, la central de planta cuadrada, y también tiene dos ábsides en cada uno de los brazos del crucero. Sobre las naves laterales, separadas de la central por cuarenta y dos columnas, se encuentra un triforio con cubierta de cuarto de cañón y balcón de ventanales de doble arquería. La nave central se cubre con bóveda de cañón sobre arcos fajones y las laterales con bóvedas de arista.
La iluminación proviene de las ventanas de los dos pisos de las naves laterales del período románico, en la capilla mayor son polilobuladas y las que corresponden a la girola son ojos de buey. La ornamentación interior se puede apreciar en los capiteles historiados de la parte del ábside y en los adornos vegetales de la galería.
La catedral dispone de dos grandes órganos situados en la parte central de los tramos altos de la nave principal. Fueron fabricados en 1708 y 1712 por encargo del capítulo catedralicio al maestro Manuel de la Viña y la caja al arquitecto Antonio Afonsín y al escultor Manuel Romay. En 1978 se fusionaron en uno solo, la consola fue sustituida y se incluyeron mecanismos electrónicos e informáticos por una empresa italiana.

### Coros

#### Coro de piedra
Realizado por el maestro Mateo y su taller en torno a 1200, existió un coro de piedra que ocupaba cuatro tramos de la nave central, tenía forma de rectángulo con crestería y los asientos ceremoniales estaban decorados con imágenes de apóstoles y profetas que se encontraban entre edificios, en una representación del Jerusalén celestial. Fue desmantelado de la catedral en 1603 para sustituirlo por otro de madera, y sus piezas fueron utilizadas para otros fines y también utilizadas como mampostería. Veinticuatro esculturas de apóstoles, profetas y patriarcas procedentes de este coro pétreo se encuentran en la puerta de la fachada de la plaza de la Quintana. En diversas obras de excavación y restauración de la catedral se han ido encontrado piezas que pertenecían al coro, y que actualmente se encuentra expuestas en el museo de la catedral. El militar y cronista del Apóstol Santiago Mauro Castellá Ferrer, testigo de su destrucción, escribió: «se ha desecho el mas lindo Coro antiguo que avía en España».

#### Coro de madera
El nuevo coro de madera fue obra de los escultores Juan Davila y Gregorio Español por encargo del arzobispo Juan de Sanclemente a principios del siglo XVII, que decidió el desmantelamiento del anterior para la colocación de la cátedra arzobispal que le faltaba al anterior y para adecuarlo a las disposiciones del Concilio de Trento. Se realizó bajo diseño de Davila con dos filas de asientos, el primero consta de treinta y cinco asientos con respaldos de figuras de medio cuerpo, y el segundo consta de cuarenta y nueve asientos con personajes de pie representando apóstoles, profetas, doctores de la iglesia, mártires y otros santos fundadores y locales. La silla arzobispal colocada en el centro del segundo piso preside el conjunto. Después de ocupar un espacio en la nave central de la catedral, en 1945 se decidió su desmontaje y traslado al Monasterio de San Martín Pinario y un segundo traslado al Monasterio de Santa María de Sobrado en 1973. Estos viajes tuvieron como consecuencia que se produjeran importantes daños en el conjunto de la sillería, por lo cual en el año 2002 se decidió proceder a su restauración y su montaje nuevamente en el Monasterio de San Martín Pinario.

### Capilla mayor

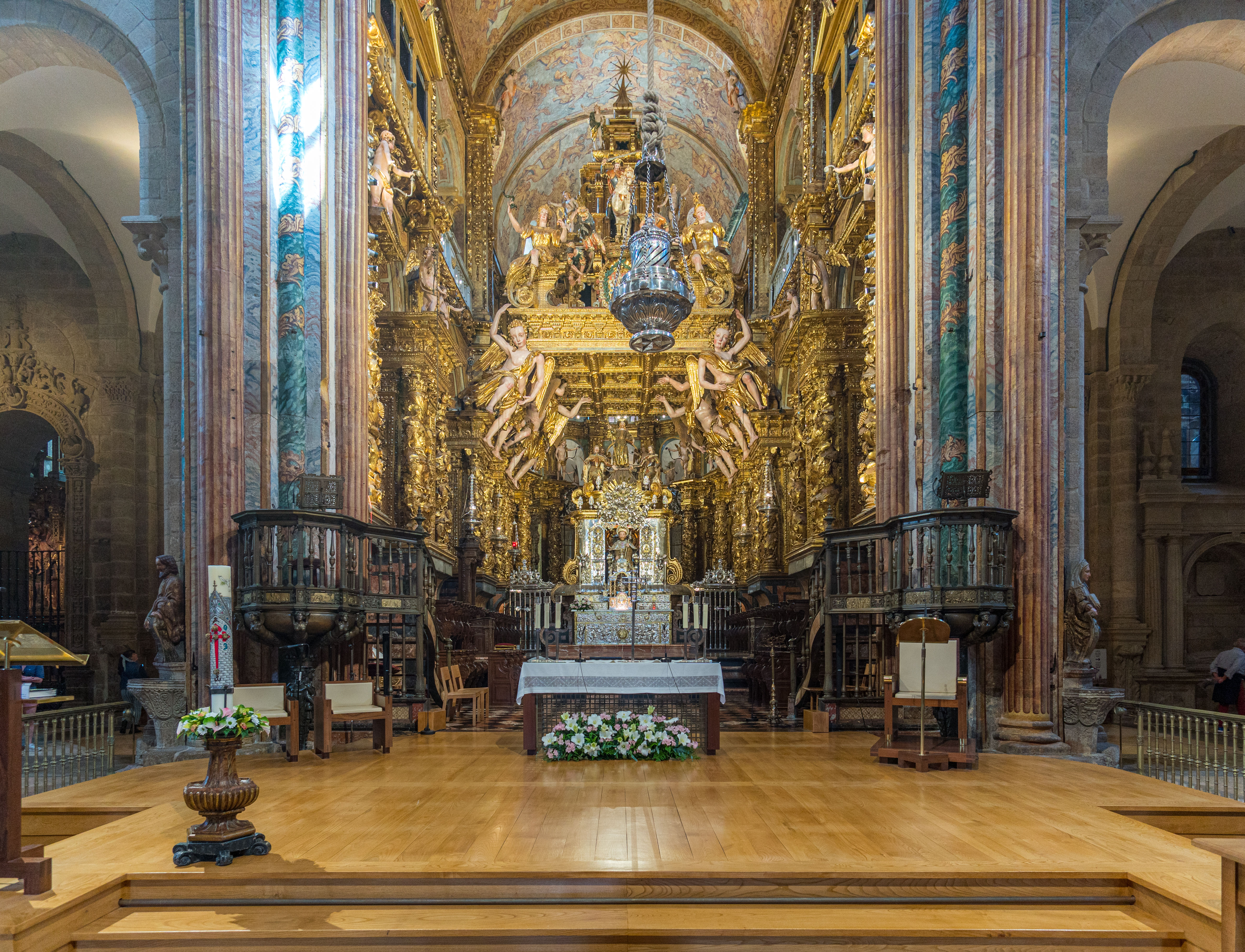
Altar y capilla mayor

La capilla mayor era románica en su origen, pero fue reformada durante el barroco por orden del nuevo maestro de obras, José de Vega y Verdugo, nombrado por Inocencio X. Cuenta en la entrada con púlpitos renacentistas a ambos lados con escenas de la vida del Apóstol realizados por Juan Bautista Celma en 1578. Un baldaquino del siglo XVII sostenido por ángeles y un camarín barroco. El altar fue construido por Domingo Antonio de Andrade sobre el sepulcro del Apóstol y en el cual puso tres representaciones del santo, dentro del camarín una imagen de Santiago sedente de piedra policromada del siglo XIII vestido como peregrino con una esclavina de plata adornada con gran pedrería; se puede subir por la parte posterior del altar para realizar el tradicional abrazo al santo. Sobre el tabernáculo está representado Santiago en una estatua ecuestre y cuatro reyes le hacen honores: Alfonso II, Ramiro I, Fernando el Católico y Felipe IV. Finalmente se encuentra en cada ángulo la representación de las virtudes cardinales: la prudencia, la justicia, la fortaleza y la templanza. El arzobispo de origen mexicano Antonio Monroy fue el mecenas que donó la plata para la construcción del frontal del altar, el sagrario, el expositor y la imagen de la Inmaculada.

### Cripta sepulcral

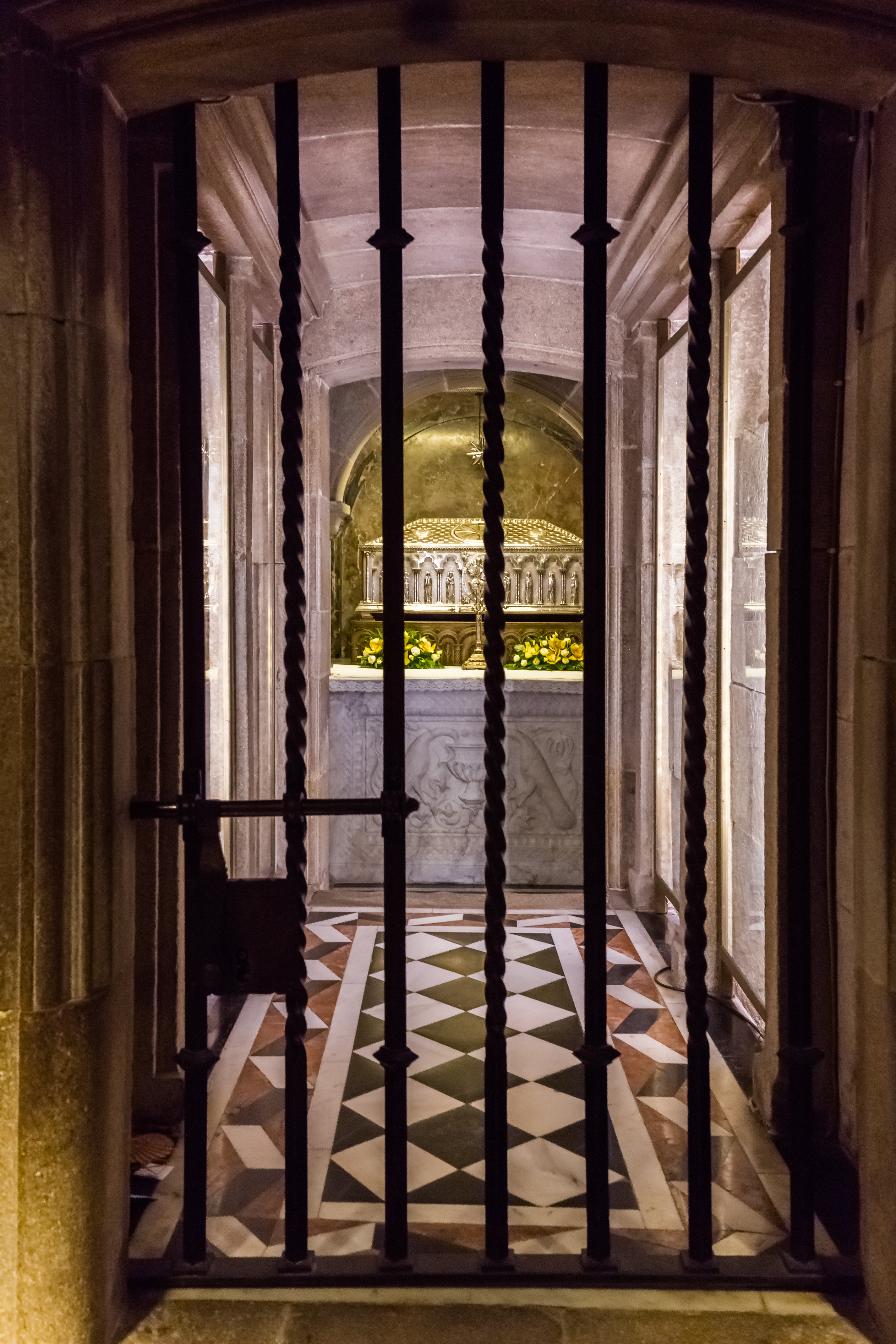
Urna con los restos del Apóstol Santiago

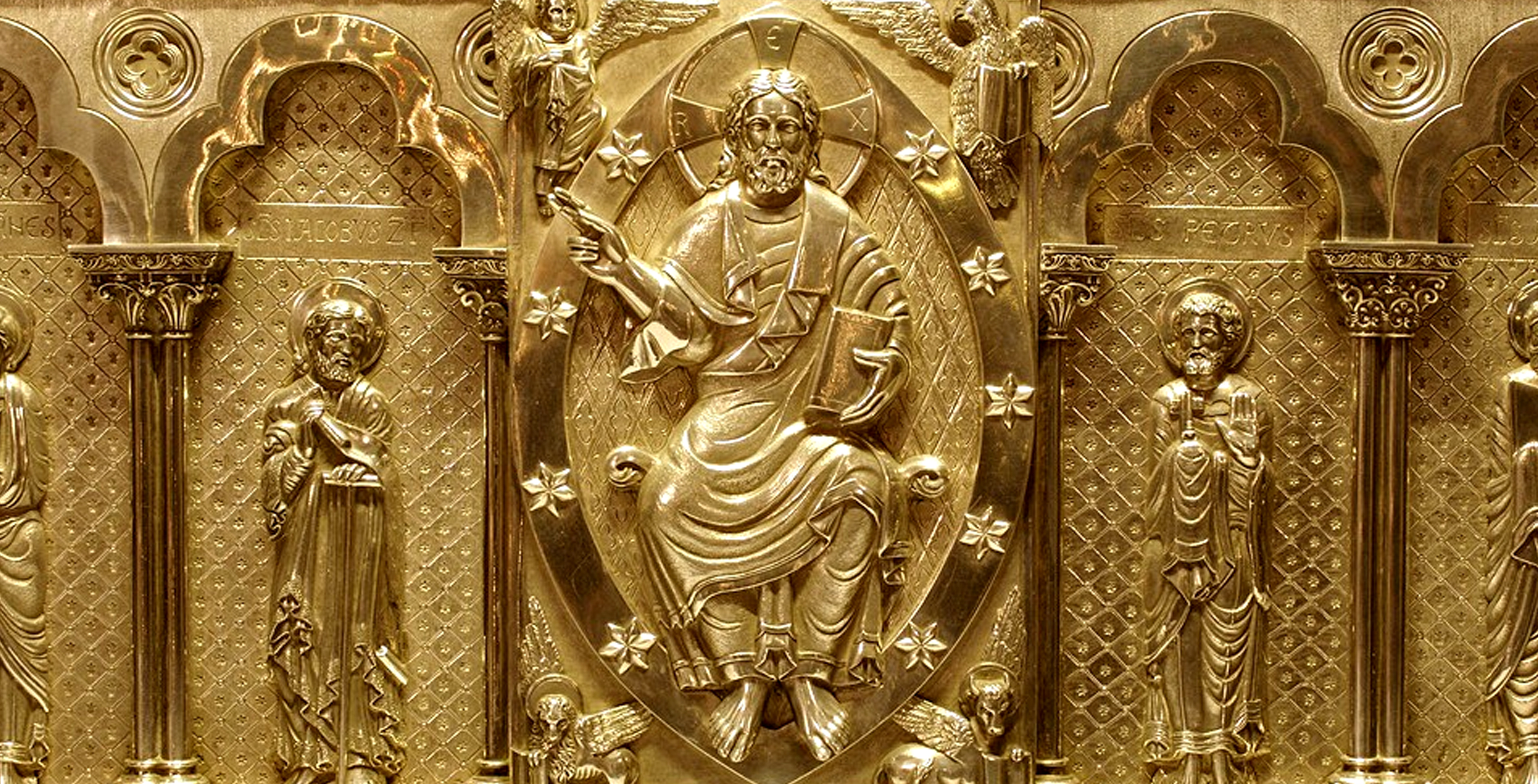
Detalle de la parte central de la urna con los restos del Apóstol Santiago

De acuerdo con la tradición católica, bajo el camarín está el sepulcro de Santiago y sus dos discípulos, Atanasio y Teodoro.
Por temor a las frecuentes incursiones de corsarios ingleses, especialmente de Francis Drake que había amenazado Compostela tras haber desembarcado en La Coruña en 1589, por orden del arzobispo Juan de Sanclemente las reliquias fueron trasladadas aquel mismo año y escondidas en el suelo del ábside del templo al lado de la capilla mayor. Con el tiempo se fue olvidando este lugar y en enero del año 1879 el cardenal Miguel Payá y Rico decidió recuperar las reliquias y se realizaron diversas excavaciones hasta encontrar una urna que contenía huesos en la zona del ábside; después de un análisis por parte de la Universidad compostelana, la Santa Sede realizó un proceso que culminó en su autentificación por el papa León XIII en 1884 mediante la bula Deus Omnipotens.
Se realizaron reformas en la cripta para mostrar las reliquias en una nueva urna de plata cincelada de estilo románico con la imagen central de Maiestas Domini dentro de una mandorla rodeado por el tetramorfos y los Apóstoles a ambos lados, que fue realizada según diseño de José Losada en 1886 y colocada sobre un altar de mármol.
A pesar de los estudios realizados durante el proceso de autentificación de los restos que se conservan bajo el altar de la catedral, y de que diversos autores defienden su validez, esa autenticidad fue puesta en duda en diversas ocasiones, entre otros, por el historiador español Claudio Sánchez-Albornoz.

### Capilla del Pilar

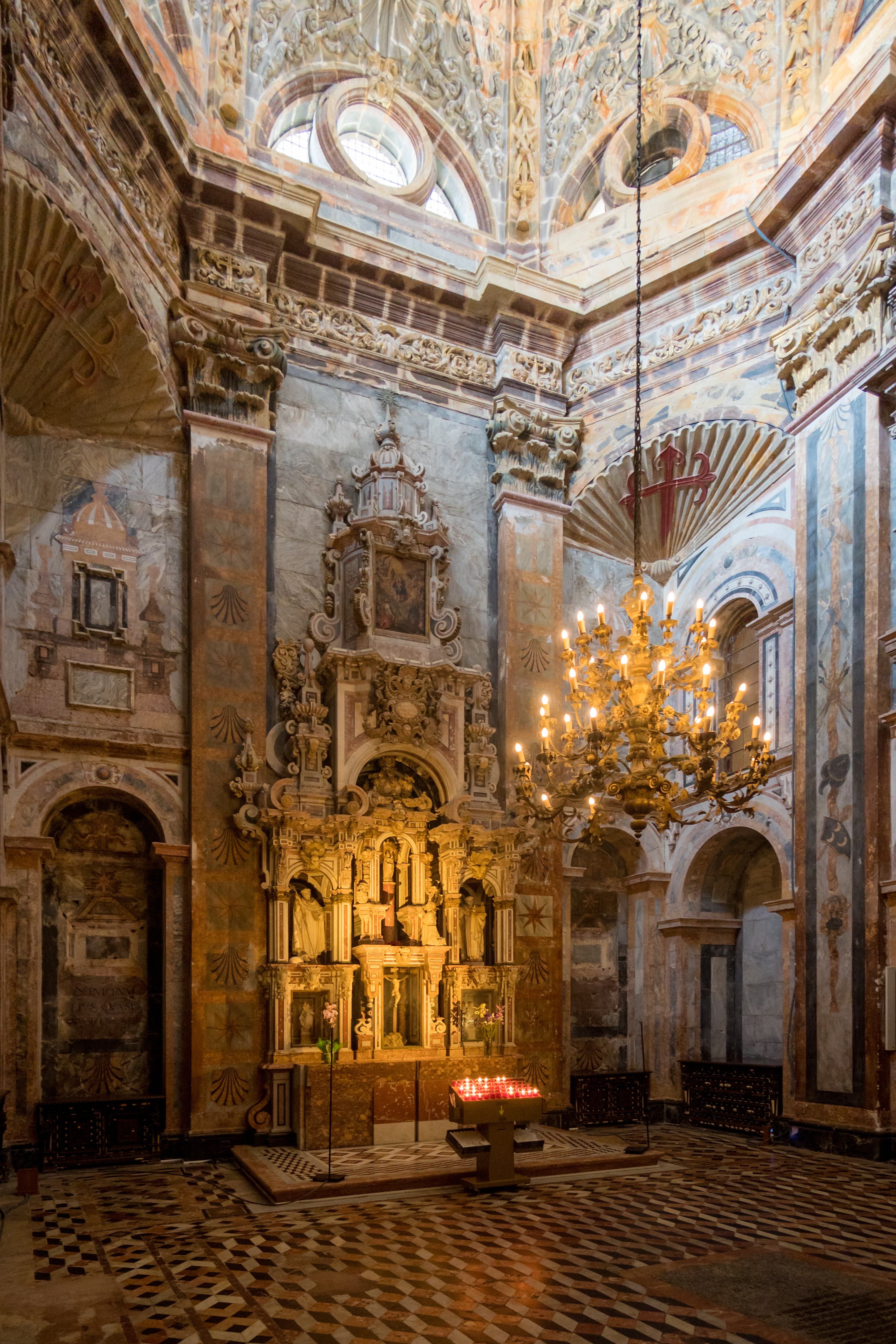
Retablo de la capilla del Pilar

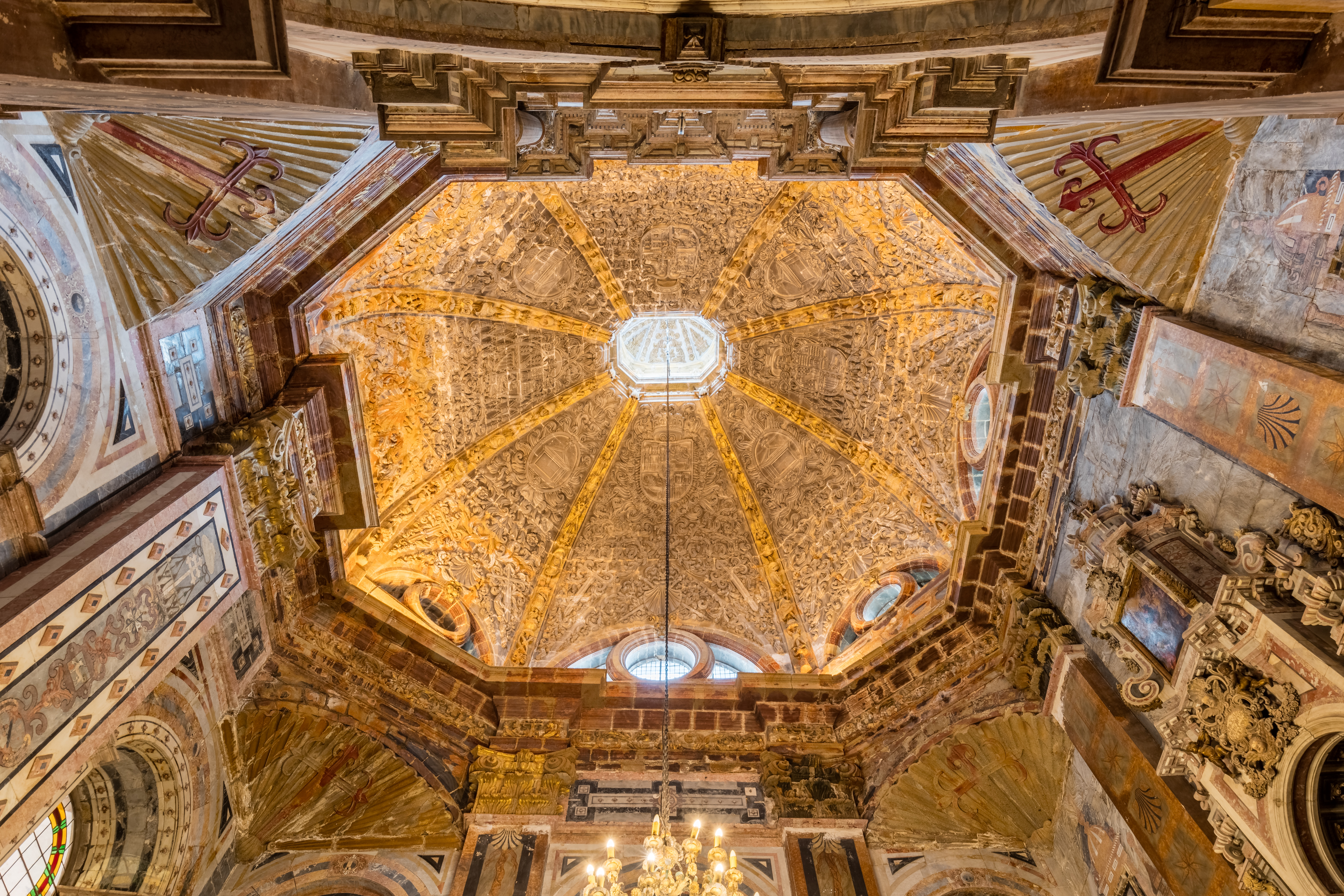
Bóveda de la capilla del Pilar

Esta capilla está formada por la unión de las antiguas capillas de san Andrés y san Fructuoso construidas por encargo del arzobispo Diego Gelmírez. Su nueva edificación fue debida al deseo del arzobispo Antonio Monroy y para utilizar como sacristía. Encargó la obra en 1694 a Domingo de Andrade y Novoa y fue continuada por el nuevo maestro de obras Fernando de Casas tras la defunción del anterior en 1712. El retablo fue realizado por Romay siguiendo el diseño de Fernando de Casas. La imagen central de la Virgen del Pilar es de piedra y contiene entre otras las figuras de los santos Domingo de Guzmán, Sebastián, Tomás de Aquino y Juan el Bautista. En el ático una pintura de la Aparición de la Virgen del Pilar a Santiago del pintor compostelano Juan Antonio García de Bouzas quien en 1719 se encargó del conjunto de la decoración pictórica de la capilla a base de mármoles y jaspes fingidos. Se encuentra también el sepulcro del arzobispo Antonio Monroy representado en actitud de oración, realizado por Diego Fernández de Sande. La capilla tiene una cúpula ochavada con una linterna adornada con tallas de motivos militares y heráldicos. Fue utilizada como sacristía hasta 1879 cuando, por orden del cardenal Miguel Payá y Rico, pasó a tener únicamente la función de capilla.

### Capilla de Mondragón

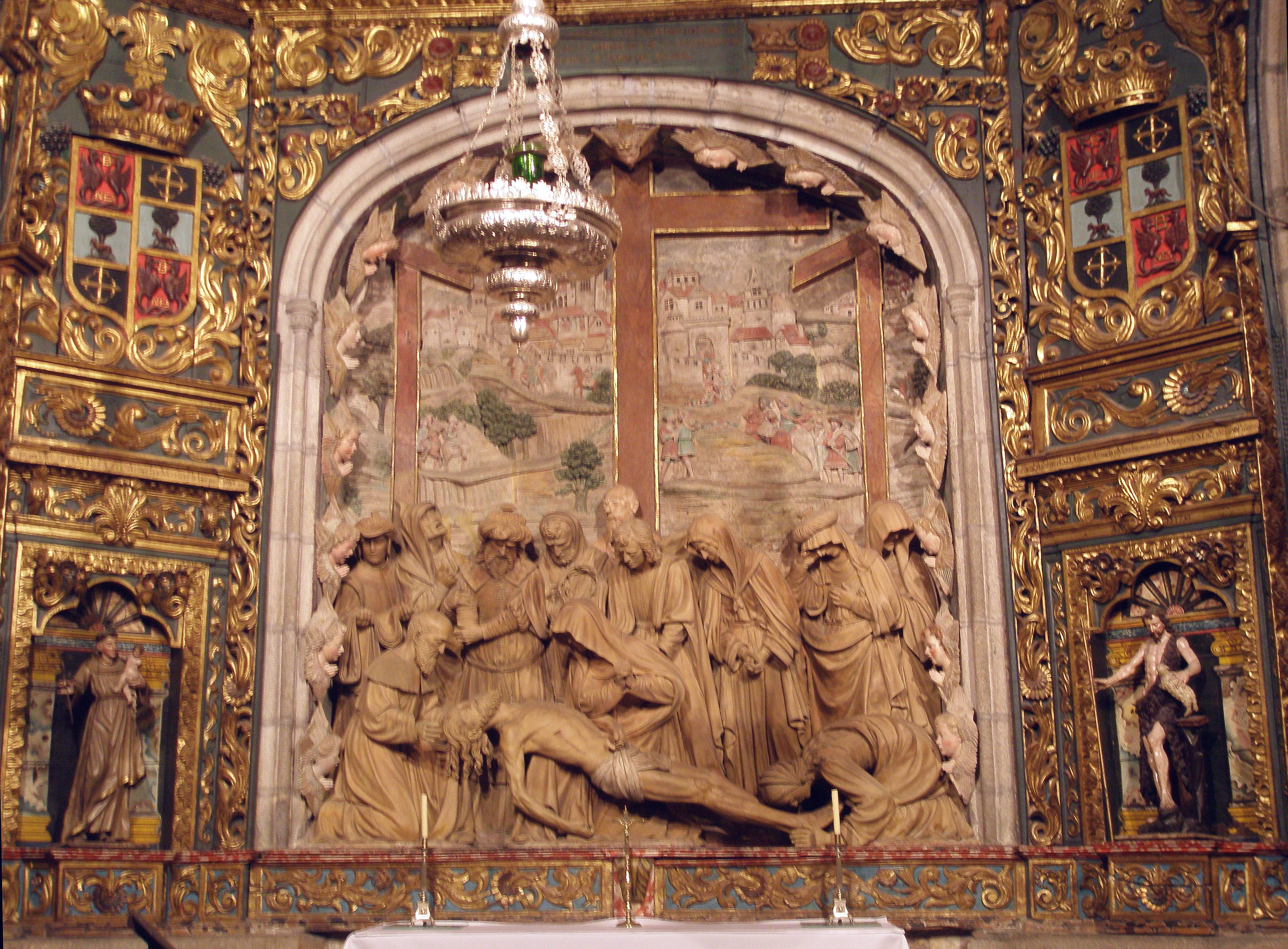
Lamentación sobre Cristo muerto, relieve realizado en terracota, en la capilla de Mondragón

La capilla de la Piedad, conocida como capilla de Mondragón, fundada en 1521 por el canónigo Juan de Mondragón con licencia del arzobispo Alonso de Fonseca y Ulloa y terminada al año siguiente, es de estilo ojival gótico flamígero del siglo XVI. Destaca el relieve en terracota del Descendimiento de Jesús o Lamentación sobre Cristo muerto, obra de Miguel de Sevilla del año 1526.

### Capilla de la Azucena o de san Pedro

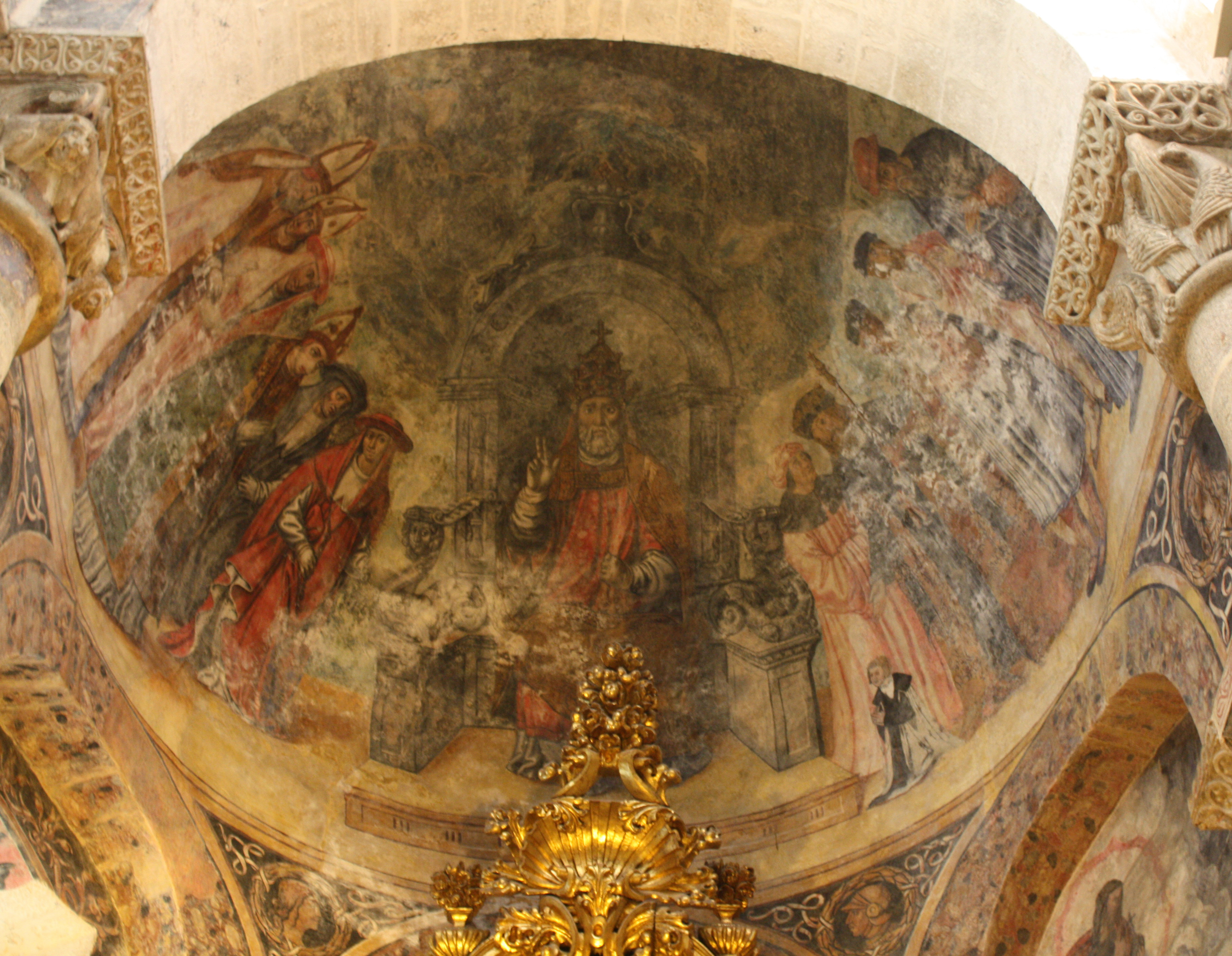
La Exaltación de san Pedro, en la bóveda de la capilla de la Azucena

Situada junto a la Puerta Santa la siguiente capilla por la girola, llamada antiguamente de san Pedro y posteriormente de la Azucena, fue fundada por Mencía de Andrade en 1571, quien tiene también en la capilla su sepulcro con estatua yacente realizada por Juan Bautista Celma. El retablo barroco fue diseñado por Fernando Casas Novoa y construido por Francisco de Moas en 1731, y en él se pueden ver las imágenes de la Virgen de la Azucena y de los santos Pedro, José, Judas Tadeo y Rita de Casia. También destacan las pinturas murales, descubiertas tras una restauración realizada en 1998, obra de Juan Bautista Celma y que representan la Exaltación de san Pedro y la Conversión de san Pablo.

### Capilla del Salvador

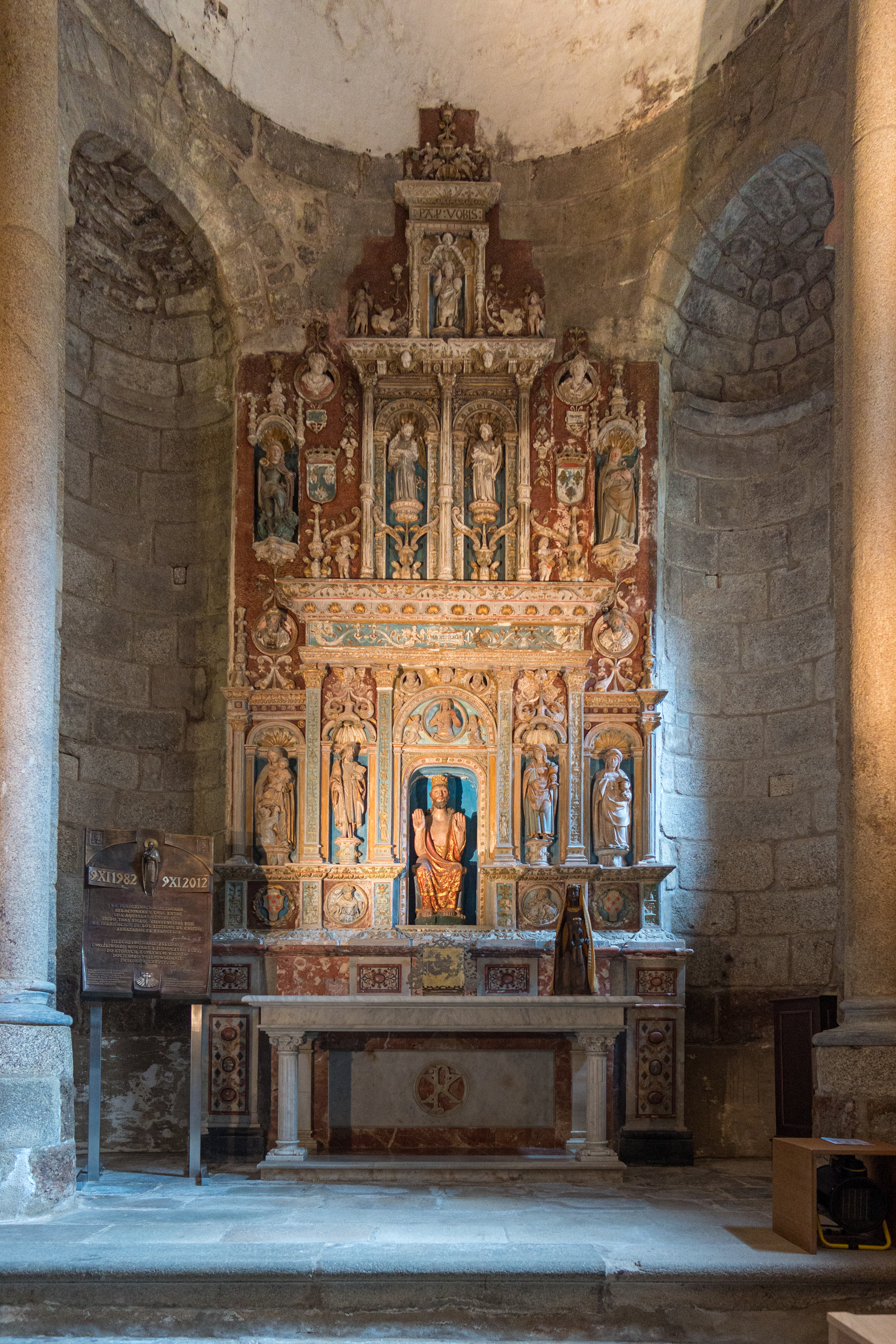
Retablo del en la capilla del Salvador

Es la capilla que está situada en el centro de la girola y es por donde se comenzó la construcción de la catedral románica en el siglo XI por el maestro Bernardo el Viejo, como demuestran las inscripciones en dos de los capiteles del arco de la entrada en la capilla, uno con la representación del rey Alfonso VI y otro con dos ángeles portadores de una banda donde se puede leer: 

REGNANTE PRINCIPE ADEFONSO CONSTRVCTVM OPVS
Reinando el príncipe Alfonso se hizo esta obra.

y el otro, que representa al obispo Diego Peláez, con la inscripción que sostienen los ángeles que reza: 

TEMPORE PRESVLIS DIDACI INCEPTVM HOC OPVS FVIT
En tiempo del prelado Diego se comenzó esta obra.

En esta capilla se encuentra un retablo en mármol policromado de estilo plateresco cuyo comitente fue el arzobispo Alonso Fonseca y Ulloa, a principios del siglo XVI. Contiene este retablo las imágenes del Salvador, de la Madre de Dios con el Niño y de Santiago peregrino.

### Capilla de Nuestra Señora la Blanca
La capilla de Nuestra Señora la Blanca, llamada también de los España, en memoria de su fundador Juan de España (cuyo sepulcro se encuentra en esta capilla) y familia, los cuales al morir sin sucesión la cedieron a Pedro de Arosa. Su retablo neogótico es de 1906, contiene en el centro la imagen barroca de Nuestra Señora de la Blanca, talla de Gregorio Fernández Prieto de 1747, y en un lateral se encuentra la imagen de la Virgen de Montserrat. En esta capilla el gremio de plateros da culto a san Eloy.

### Capilla de san Juan

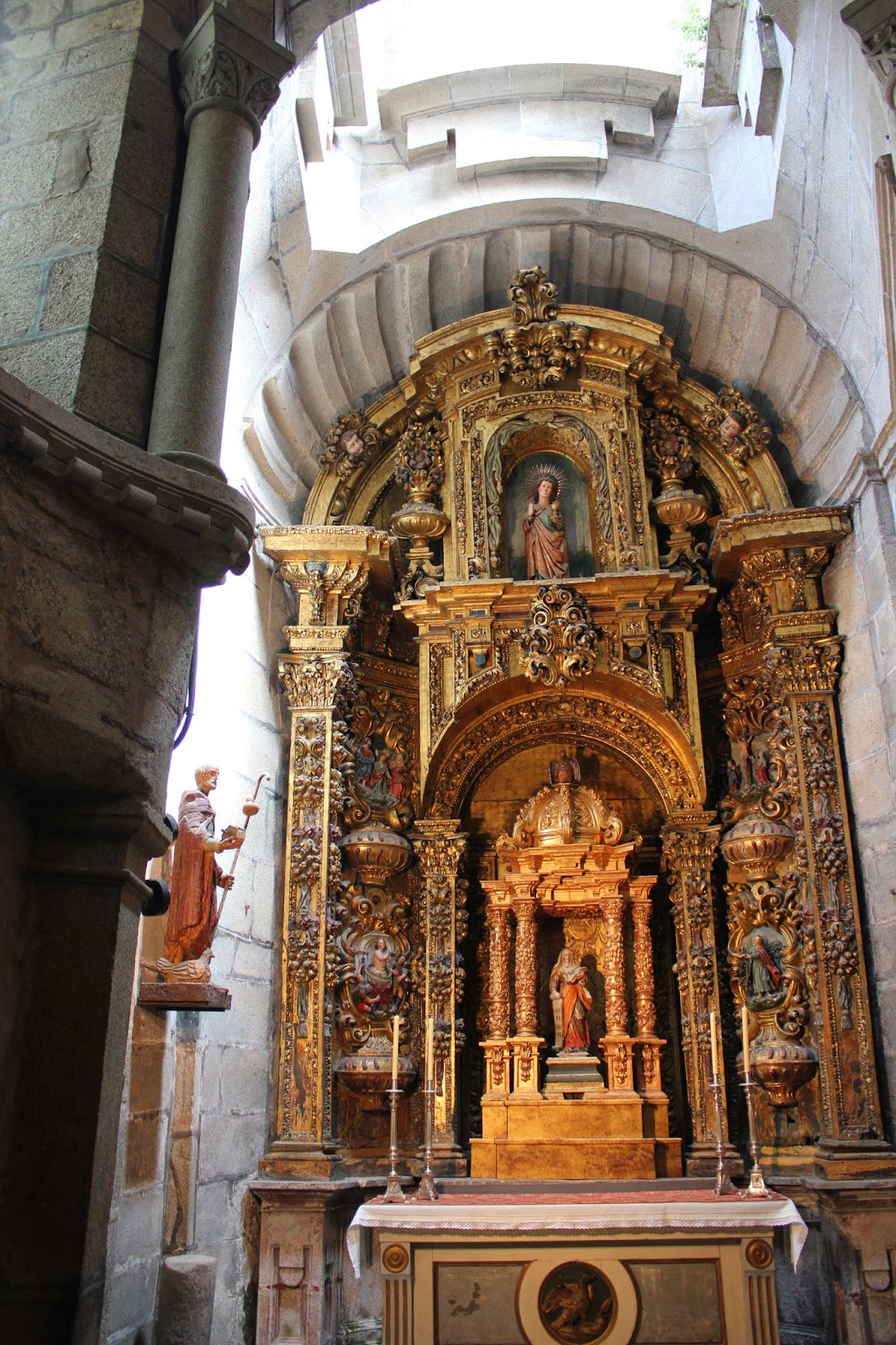
Capilla de san Juan

La capilla de san Juan, antiguamente de santa Susana, fue fundada por el arzobispo Diego Gelmírez para rendirle culto a este santo. Su retablo contiene las imágenes de san Juan, del siglo XV, y la de santa Susana y de santo Domingo de la Calzada obras modernas realizadas por Mariñas en 1902. En esta capilla se encuentra la sepultura del obispo Miguel Novoa Fuente en el suelo y la de la hermana del arzobispo Juan de Sanclemente.

### Capilla de san Bartolomé
La capilla, llamada antiguamente de la Santa Fe y ahora de san Bartolomé, tiene un retablo plateresco en mármol policromado, obra del flamenco Mateo Arnao, que contiene las imágenes de la Virgen del Buen Consejo en el centro, con las representaciones de san Bartolomé y de Santiago peregrino a ambos lados. En la misma capilla se encuentra el sepulcro renacentista realizado también por el maestro Arnao, donde se encuentran sepultados los restos de Diego de Castilla, bisnieto del rey Pedro I el Cruel, fallecido en el año 1521.
Cuenta la sepultura con la figura de un cuerpo yacente vestido con capa pluvial y adornos de bordados, la cabeza está sobre dos almohadas y los pies reposan sobre un león. Debajo se encuentra una inscripción que dice: 

Es un elogio del difunto y configura parcialmente su retrato espiritual, resaltando el rango, prestigio y condición del personaje.

Sobre el sarcófago hay un bajorrelieve de la Resurrección de Jesús.

### Capilla de la Concepción
La capilla de la Concepción de María, llamada también de la Prima porque los canónigos celebraban en ella la «missa prima», fue reformada y proyectada el año 1525 por Juan de Álava y dedicada a la Inmaculada Concepción, cuya imagen fue realizada en piedra policromada por Cornelis o Cornielles de Holanda en el siglo XVI. Su retablo con doble altar es obra de Simón Rodríguez y la imagen del Descendimiento de la Cruz del altar de la izquierda es obra de Diego Fernández de Sande, todo realizado en 1721. En el suelo está enterrado el arquitecto Domingo Antonio de Andrade.

### Capilla del Espíritu Santo

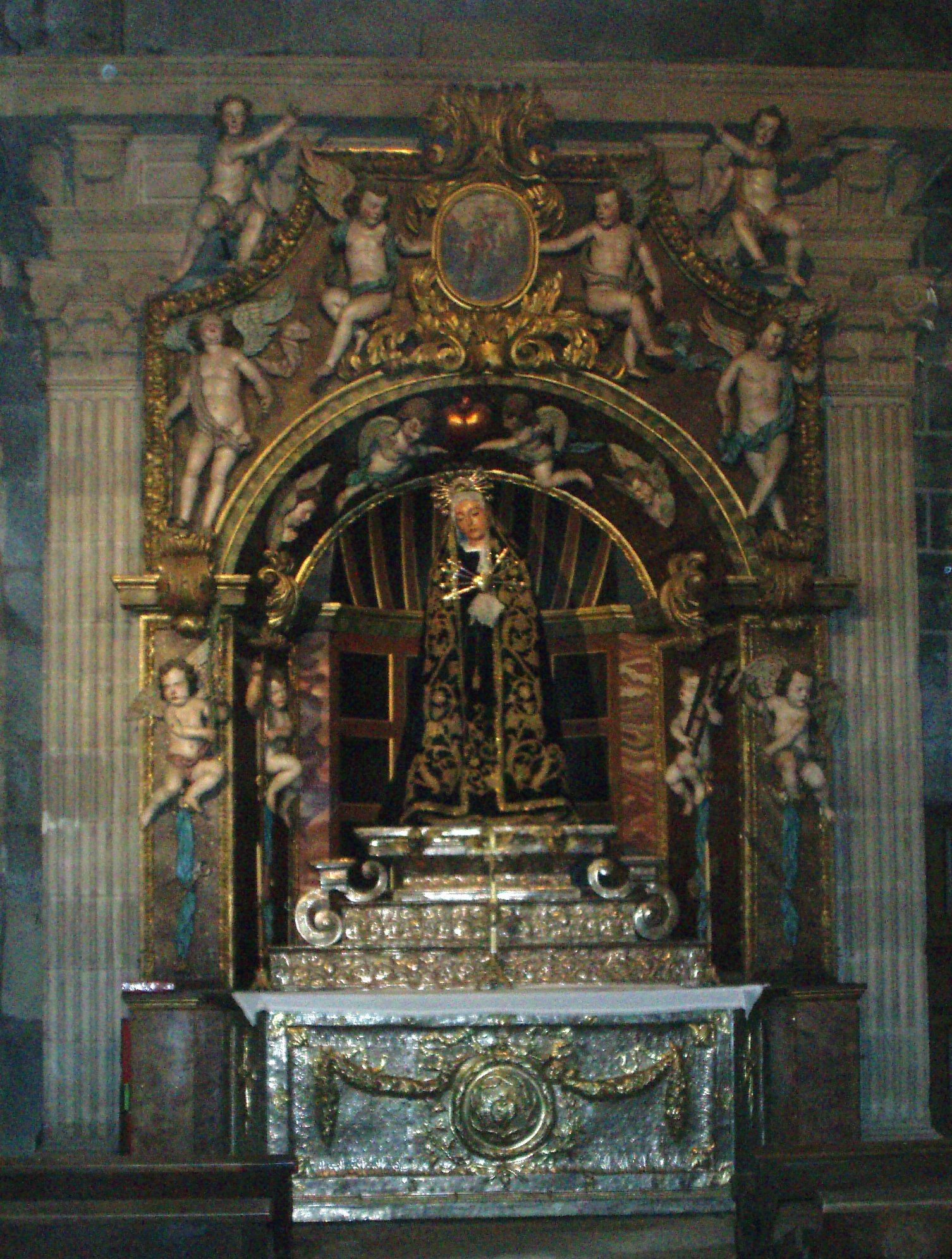
Imagen de la Virgen de la Soledad (1666) en la capilla del Espíritu Santo

La capilla del Espíritu Santo se encuentra cerca de la puerta de entrada a la iglesia-capilla de la Corticela, en el brazo norte del crucero, fue fundada a finales del siglo XIII, con dotación para doce clérigos a los cuales, en el siglo XV, el arzobispo Álvaro de Isorna les otorgó el título de «racioneros del Espíritu Santo» con la obligación, entre otras, de cantar todas las tardes la Salve Regina a Nuestra Señora. Destacan en esta capilla los magníficos sepulcros de los siglos XIII al XVI. Fue ampliada en el siglo XIV y reformada con posterioridad en diversas ocasiones.
La imagen de la Virgen de la Soledad, realizada en 1666, fue trasladada desde detrás del coro de la catedral hasta esta capilla para su culto. El manto bordado es un regalo del arzobispo y religioso capuchino, fray Rafael de Vélez. La peana, los ángeles y las piezas ornamentales son también piezas donadas, y el frontal de plata lo realizó Antonio Morales en 1747.

### Capilla de la Corticela

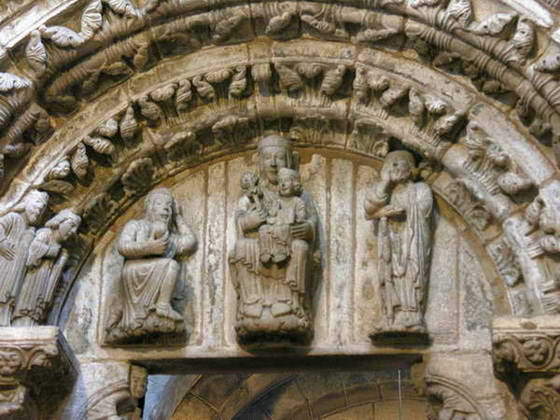
Tímpano de la puerta de la capilla de la Corticela

Tuvo su origen en un oratorio dedicado a Santa María, llamado de la Corticela, que fue destruido en el siglo IX. Se reconstruyó en los siglos XII y XIII y fue integrado en el trazado de la catedral hacia el siglo XVIII; se accede a esta capilla por un pasadizo del crucero norte.
La puerta románica consta de diversas arquivoltas con columnas y capiteles decorados con motivos vegetales y zoomorfos, y en el tímpano se representa la Adoración de los Reyes Magos. La planta consta de tres naves separadas por arcos de medio punto con columnas de capiteles también decorados con motivos vegetales. El ábside de la cabecera tiene un ventanal con decoración jaquelada (ajedrezada). En la nave lateral derecha se encuentra la sepultura del cardenal Gonzalo Eans, fallecido en 1342, con su figura yacente instalada bajo un arco ojival con moldura decorada de puntas de diamante.

### Capilla de la Comunión

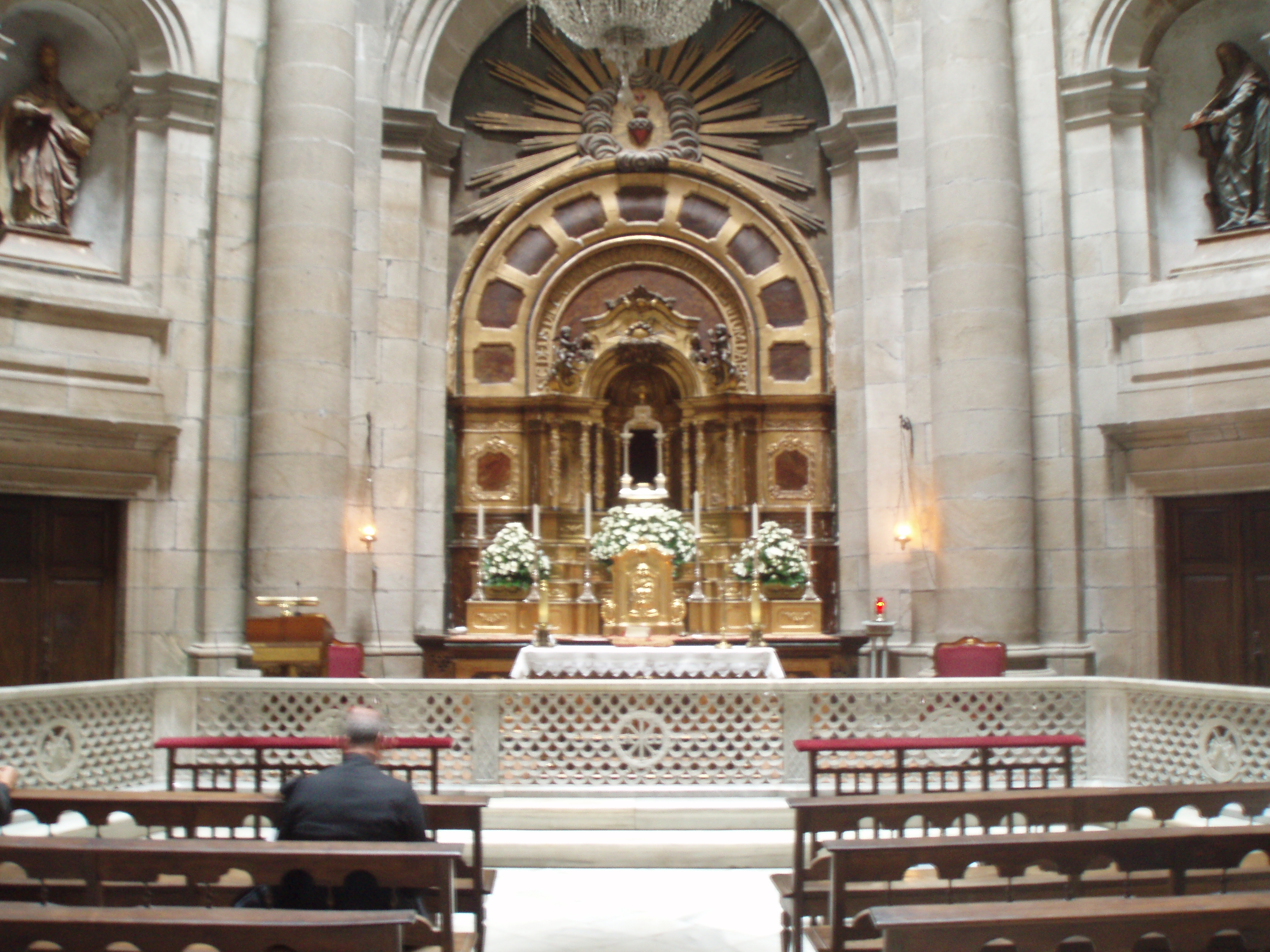
Capilla de la Comunión

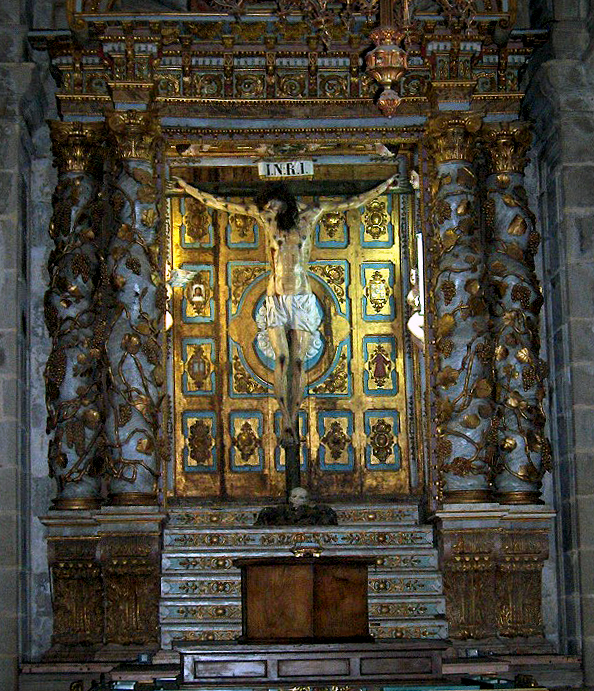
Cristo de Burgos

También llamada del Sagrado Corazón, se encuentra en la nave del lado del Evangelio; en el muro de entrada se encuentra una imagen de alabastro de la Virgen del Perdón. Esta capilla fue fundada por Lope de Mendoza el año 1451 para su sepultura. En el siglo XVIII sufrió reformas bajo el mandato del arzobispo Bartolomé Rajoy, transformando el arquitecto Miguel Ferro Caaveiro buena parte de la capilla al estilo neoclásico con una cúpula sobre ocho columnas de orden jónico. El retablo es de Francisco de Lens y contiene cuatro imágenes de doctores de la Iglesia realizadas por el astorgano Gregorio Español y por Juan Dávila, de ascendencia castellana, quienes también ejecutaron la sillería del coro de la catedral entre 1599 y 1608 y que actualmente se conserva en el monasterio de Sobrado del Obispo. El sepulcro del arzobispo Rajoy se encuentra a la derecha de la capilla y en la parte izquierda está el del arzobispo Lope de Mendoza.

### Capilla del Cristo de Burgos
La capilla del Cristo de Burgos debe su nombre a la imagen de un Cristo tallado en madera en Burgos en 1754 de autor anónimo. Fue fundada por el arzobispo Pedro Carrillo y Acuña como capilla funeraria y en ella se encuentra su escultura en actitud de oración en la parte izquierda de la capilla. Su construcción se realizó por parte de Melchor Velasco y Agüero en 1665 con la planta en forma de cruz griega y una cúpula de artesones. Cuenta con dos altares laterales de estilo barroco ejecutados por Melchor de Prado; en el altar de la parte derecha se representa la escena evangélica de María Salomé intercediendo en favor de sus hijos Santiago y Juan ante Cristo, y en el altar izquierdo se muestra la escena del llanto de san Pedro después de negar a Jesús.

### Capilla de las Reliquias
Esta capilla fue construida entre 1520 y 1535 por encargo del arzobispo Alonso de Fonseca y Ulloa al arquitecto Juan de Álava (discípulo de Juan Gil de Hontañón) que la realizó con una cubierta de bóveda de crucería. Contiene una importante colección de reliquias que se inició durante la Edad Media al ser utilizada para contener los restos mortales de los diferentes obispos de la catedral. Los relicarios están colocados en un retablo neogótico de 1924 diseñado por Rafael de la Torre sobre uno anterior de Bernardo Cabrera y Gregorio Español del año 1630 y que quedó medio destrozado por un incendio en 1921, aunque no sufrieron daño los relicarios ni sus reliquias.
Panteón real
En esta capilla se encuentran diversas sepulturas que fueron trasladadas en 1535 desde su ubicación original en la capilla de santa Catalina. Un siglo más tarde se construyeron unos arcosolios en los muros de la capilla donde fueron colocados los sepulcros de:
- Raimundo de Borgoña (1050-1107), esposo de la reina Urraca I de León y padre de Alfonso VII el Emperador,[98] y
- Berenguela de Barcelona (1108-1149), reina consorte de Castilla y León, esposa de Alfonso VII e hija de Ramón Berenguer III,[99]
- Fernando II (1137-1188), rey de León e hijo de Alfonso VII el Emperador,[100]
- Alfonso IX (1171-1230), rey de León e hijo de Fernando II de León,[101]
- Juana de Castro (¿?-1374), reina consorte de Castilla y León y segunda esposa de Pedro I de Castilla.[97]

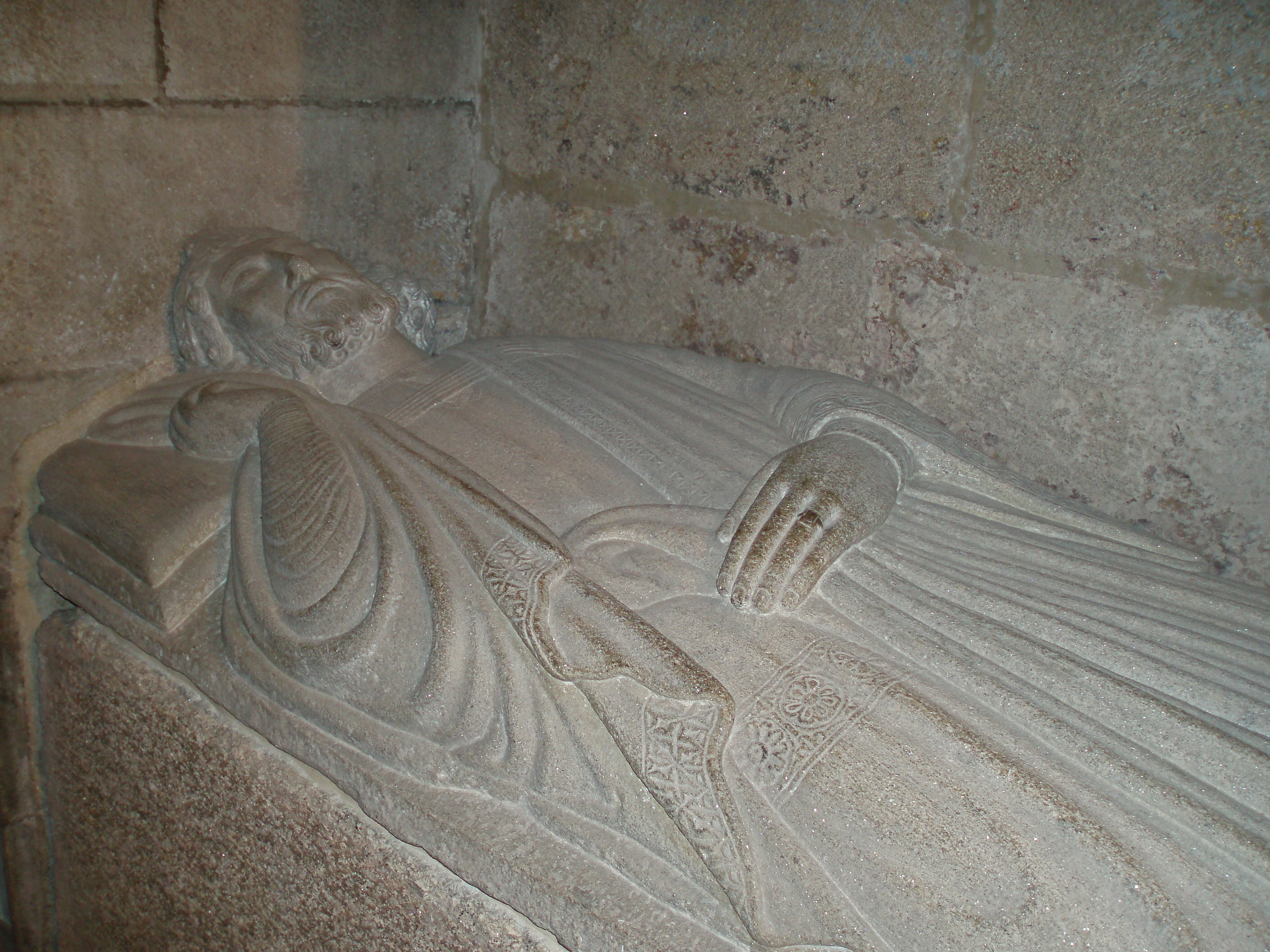
Fernando II de León
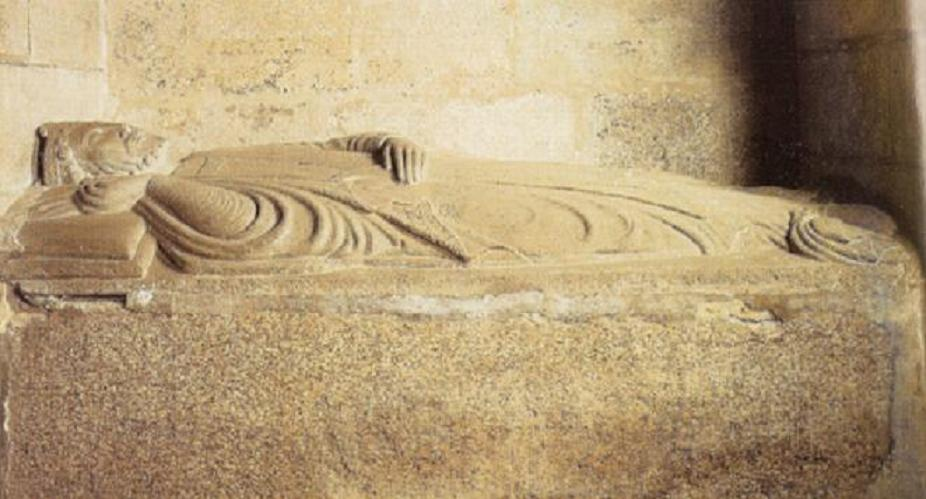
Alfonso IX de León
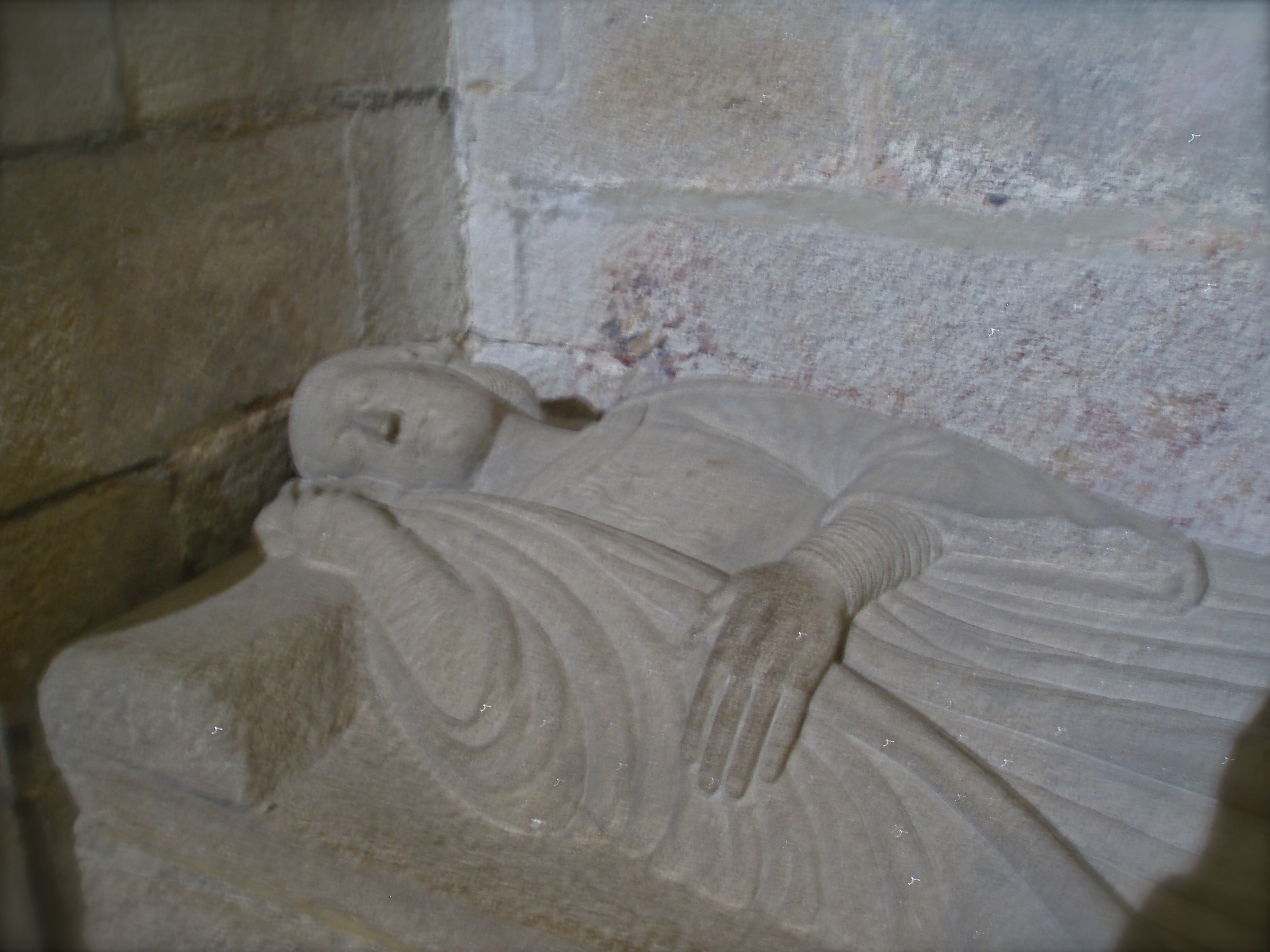
Raimundo de Borgoña
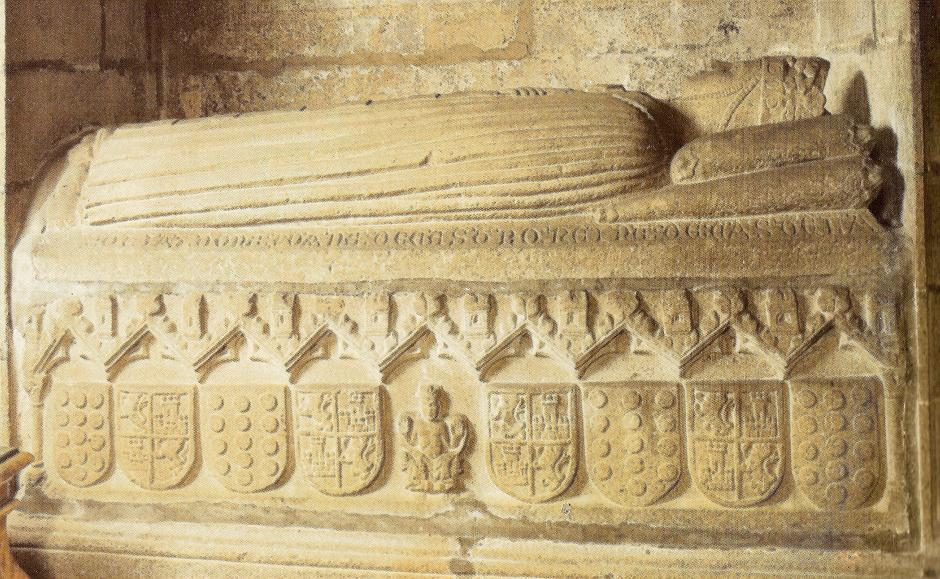
Juana de Castro

A lo largo de la historia, otros miembros de la realeza también quisieron hacer de la catedral su lugar de reposo. Así, en diferentes ubicaciones dentro de ella, se encuentran los sepulcros de:
- Fernando de León (1192-1214), hijo del rey Alfonso IX de León,
- Pedro Fernández de Castro (m. 1342), nieto de Sancho IV de Castilla y padre de la reina Juana de Castro,[N 4] y
- Diego de Castilla (m. 1521), bisnieto de Pedro I de Castilla y maestrescuela de la Catedral de Santiago de Compostela.

### Capilla de san Fernando
La construcción de la esta capilla finalizó en 1527. Está cubierta por dos tramos de bóvedas estrelladas sobre ménsulas, cuyos nervios forman ricos y diferentes diseños con claves decoradas con motivos vegetales y jacobeos. La decoración parietal se completó en 1536 con unas pinturas murales representando la Ascensión y la Asunción de María de Pedro Noble.
Este espacio fue muy pronto destinado a capilla de Santas Reliquias, que se trasladaron aquí en 1537. Sirvió para tal fin hasta que, en 1641, éstas fueron llevadas a su ubicación actual, casi enfrente de la entrada a esta capilla.
El retablo acoge una figura del rey Fernando de Castilla con orbe y espada, elevando la vista al cielo y vistiendo amplios ropajes de angulosos pliegues barrocos.
En esta capilla se guardan piezas de orfebrería tan importantes como la esclavina original que vestía la imagen de Santiago del altar mayor, regalo del arzobispo Monroy y sustituida por una réplica en las últimas décadas.

### Capilla de san Andrés
Esta capilla fue fundada en 1674 por el arzobispo Girón con intención de dedicarla al culto parroquial a san Andrés, aunque por su ubicación y comunicación entre 1674 y 1679 su función fue la de cuerpo de guardas.
El retablo mayor es de 1707 de Fernández Espantoso y los dos sepulcros superpuestos con estatuas yacentes, a la derecha, fueron esculpidos por Juan Bautista Celma y pertenecen al canónigo Pedro García (1561) y el cardenal Juan Martínez Ternero (1581).

### Capilla de Alba
Está capilla fue fundada por el canónico Gómez Ballo en 1529, como reza desde entonces una inscripción en su arco de entrada. Una bóveda estrellada cubre todo el espacio, y en ella los nervios dibujan ricas formas similares a las de las crujías del inmediato claustro al que se abre. Dispone de tribuna y órgano.
El primer órgano, de 1533, fue sustituido por otro nuevo treinta años después. Lo mismo pasó con el primer retablo que esta capilla albergó, mandado a hacer por el propio canónigo fundador, pero que poco después, en 1534, sería sustituido por otro encargado a Cornielles de Holanda.
Su retablo es de estilo rococó, obra de José Gambino, quien acusa ya cierta influencia de su discípulo y yerno, el gran escultor compostelano del Neoclásico José Ferreiro, con quien trabajó en 1770.
Sobre una sencilla predela que imita mármoles y adornada con escudos heráldicos y relieves de santos en grisalla, una gran hornacina rematada por Dios Padre en rompimiento de gloria entre nubes relata el pasaje de la transfiguración: Cristo levita entre nubes y querubines con su túnica blanca resplandeciente por debajo de los rayos dorados que parten del Creador. Rodean la escena dos santos, identificados como san Gil y santo Domingo, de factura ya casi neoclásica.
Más antiguas tanto en estilo como en composición son las figuras sobre el paisaje, los privilegiados apóstoles elegidos para acompañar a Cristo en el monte Tabor.
Entre ellos se identifica a Santiago, con su bastón de peregrino, que junto a Pedro y Juan conforman un grupo anterior al retablo. Su autoría es de Mateo de Prado y responden por lo tanto al estilo barroco imperante en el momento de su talla, en el siglo XVII.

### Camarín de Santiago Matamoros
Esta pequeña capilla no se construyó con fines iconográficos, ya que originalmente era un espacio que formaba parte de una entrada a la antigua capilla gótica de Lope de Mendoza, situada en el emplazamiento que hoy ocupa la capilla de la Comunión, de estilo neoclásico. Se trataba de una entrada ya de estilo manierista, como se puede observar en la arquitectura que rodea la hornacina de Santiago Matamoros. A su izquierda, tapiada y con un confesionario delante, había una antigua puerta cegada que permitía acceder a una de las antiguas torres de la catedral medieval.
Se encuentra en el brazo norte del transepto, y su reducido tamaño hace que no se pueda acceder ni circular por él, e imposibilita también la colocación de cualquier tipo de retablo. Alberga solamente una estatua ecuestre del apóstol Santiago, obra de José Gambino, en su iconografía de Santiago Caballero o Matamoros.
Iconográficamente, Santiago caballero o matamoros hace referencia a la milagrosa intervención de Santiago a lomos de su caballo blanco en la batalla de Clavijo, recordada también en un tímpano medieval al lado sur del transepto, junto a una de las puertas de acceso al claustro.

### El Baptisterio
Bautizar a los nuevos miembros de la Iglesia es una de las funciones principales de todo templo católico. Este sacramento que conmemora el bautismo de Cristo en el río Jordán exige la utilización de agua. La “aspersión” o derramamiento de agua bendita sobre el neófito ha sido la parte principal de este rito desde la Antigüedad, para el cual se utilizaron espacios adecuados al efecto desde los primeros tiempos del cristianismo: el baptisterio. Está ubicado en el lado sur del transepto, entre la entrada desde las Platerías y la puerta interior del Pórtico Real hacia la plaza de la Quintana. La pila bautismal es de mármol con forma rectangular sobre una pequeña columna de granito. En la parte alta del recinto vemos un Calvario gótico de escuela castellana del siglo XIV y un San Juan Bautista fundido en bronce obra del artista local Jesús León, que también es el autor de las actuales hojas de bronce que cierran la Puerta Santa.

### Sacristía
La construcción del nuevo claustro trazado por Juan de Álava desde 1521 llevó aparejada la aparición de dependencias adyacentes al mismo y destinadas ya a servicios complementarios al propio culto, como la sacristía de la Catedral, la antesacristía o la capilla de las Reliquias, o bien dedicadas al culto privado y funerario (capilla de Alba). Su factura se debe al mismo Juan de Álava, bajo la dirección de Jácome Fernández.
Sobre los restos de una de las crujías del claustro medieval de don Juan Arias, y aprovechando en sus muros algunos fragmentos de los de la torre de Gómez Manrique (siglo XIV), la antesacristía se conserva, al igual que la sacristía de la catedral, en el mismo estado constructivo que tuvo en su creación. Su planta es rectangular, y se abre al brazo sur del transepto. Sirve además de comunicación, mediante otra puerta, con el claustro y, hoy, también con el edificio del Tesoro levantado por Rodrigo Gil en la plaza de las Platerías.
La sacristía de la Catedral, por el contrario, es de planta cuadrada. Ambos espacios se cubren con diferentes bóvedas de complejas tracerías que recuerdan a las obras salmantinas de Juan de Álava, aunque aquí quizás menos complejas que en esas obras castellanas. En la sacristía los nervios arrancan de ménsulas y trazan una circunferencia central, con ocho rayos y completada con un cuadrifolio de arqueamientos en arco conopial, siguiendo un esquema muy repetido en las naves de la Catedral Nueva de Salamanca y en otras dependencias catedralicias. En el centro de esta alta bóveda cuelga hoy la lámpara de bronce que donara el catedrático de derecho y ministro gallego Eugenio Montero Ríos en 1895. Dentro de la sacristía hay un Vía Crucis del siglo XIX así como cuadros de Gregorio Ferro y la Tradición de Santiago en Galicia, de Modesto Brocos.

## Tesoro catedralicio
Al lado de la capilla de las Reliquias se encuentra una capilla gótica que contiene diversos tesoros catedralicios entre los que destaca la custodia procesional realizada en 1544 por el orfebre Antonio de Arfe; mide metro y medio de altura y tiene cuatro pisos formados por columnas de estilo plateresco con gran cantidad de figuras de los Apóstoles y un Cristo resucitado, y en la peana se encuentran grabadas escenas de la vida del Apóstol Santiago. Además se muestran otras cruces pertenecientes a diversos arzobispos y de diferentes épocas, imágenes de plata de los siglos XVI y XVII, crucifijos de marfil así como una Virgen, también de este material, del siglo XVI.

## Claustro y Archivo

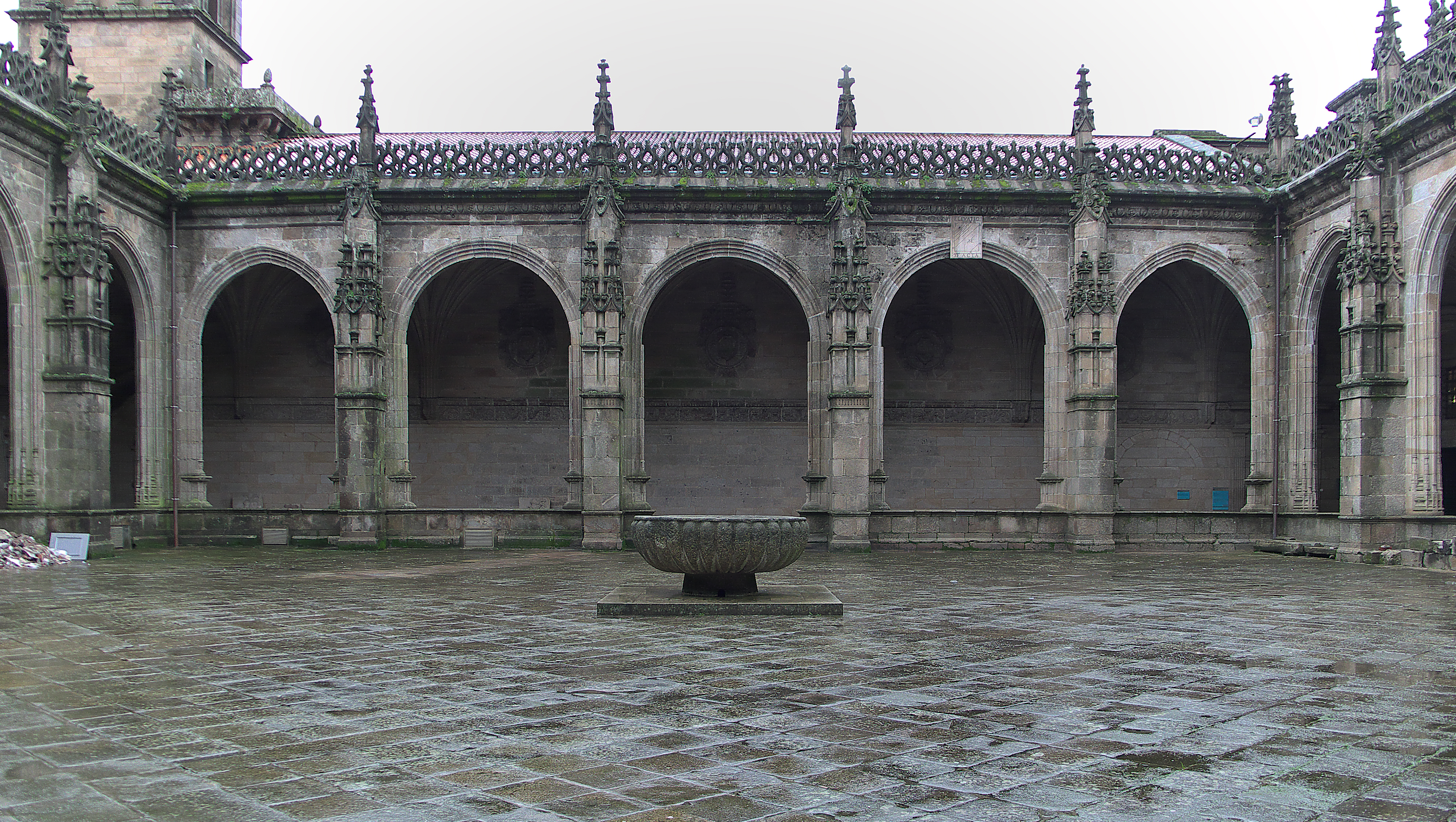
Claustro de la catedral, con la Fons Mirabilis en el centro

El claustro tiene una planta cuadrada de treinta y cuatro metros de lado; su construcción comenzó en 1521 según los planos de los arquitectos Juan de Álava y Juan Gil de Hontañón, que experimentaron sucesivas modificaciones hasta su finalización en 1590 por mano del arquitecto Gaspar de Arce. Es de estilo gótico-renacentista de la escuela castellana y se corona con una balaustrada calada con pináculos. Como es habitual en los antiguos claustros existen sepulturas de personajes relacionados con la catedral. En el lado norte se encuentra la capilla de Alba, fundada en 1530, que guarda en su interior un retablo con la Transfiguración de Jesús, obra que data del siglo XVIII. En un ángulo del claustro se encuentran las campanas originales de la torre Berenguela.
Desde el claustro se accede a la Sala capitular, edificada por Lucas Ferro Caaveiro, y al Archivo-Biblioteca de la catedral, donde se encuentran manuscritos como el Codex Calixtinus del Liber Sancti Iacobi, entre muchos otros libros y documentos que hacen referencia a la catedral y a la historia de Galicia desde la Edad Media hasta nuestros días.

### Tapices
La catedral cuenta con una colección de tapices que se encuentra en cinco salas habilitadas para su exposición, una de ellas dedicada solo para los doce de Francisco de Goya que fueron legados a la catedral en 1814 por Pedro Acuña y Malvar. Estos tapices habían sido realizados en la Real Fábrica de Tapices de Santa Bárbara por encargo del rey Carlos III para los Reales Sitios de El Pardo entre los años 1776 y 1780. En las otras salas se muestran diferentes tapices de David Teniers, Mariano Salvador Maella, Ramón Bayeu y Peter Paul Rubens.

## Botafumeiro

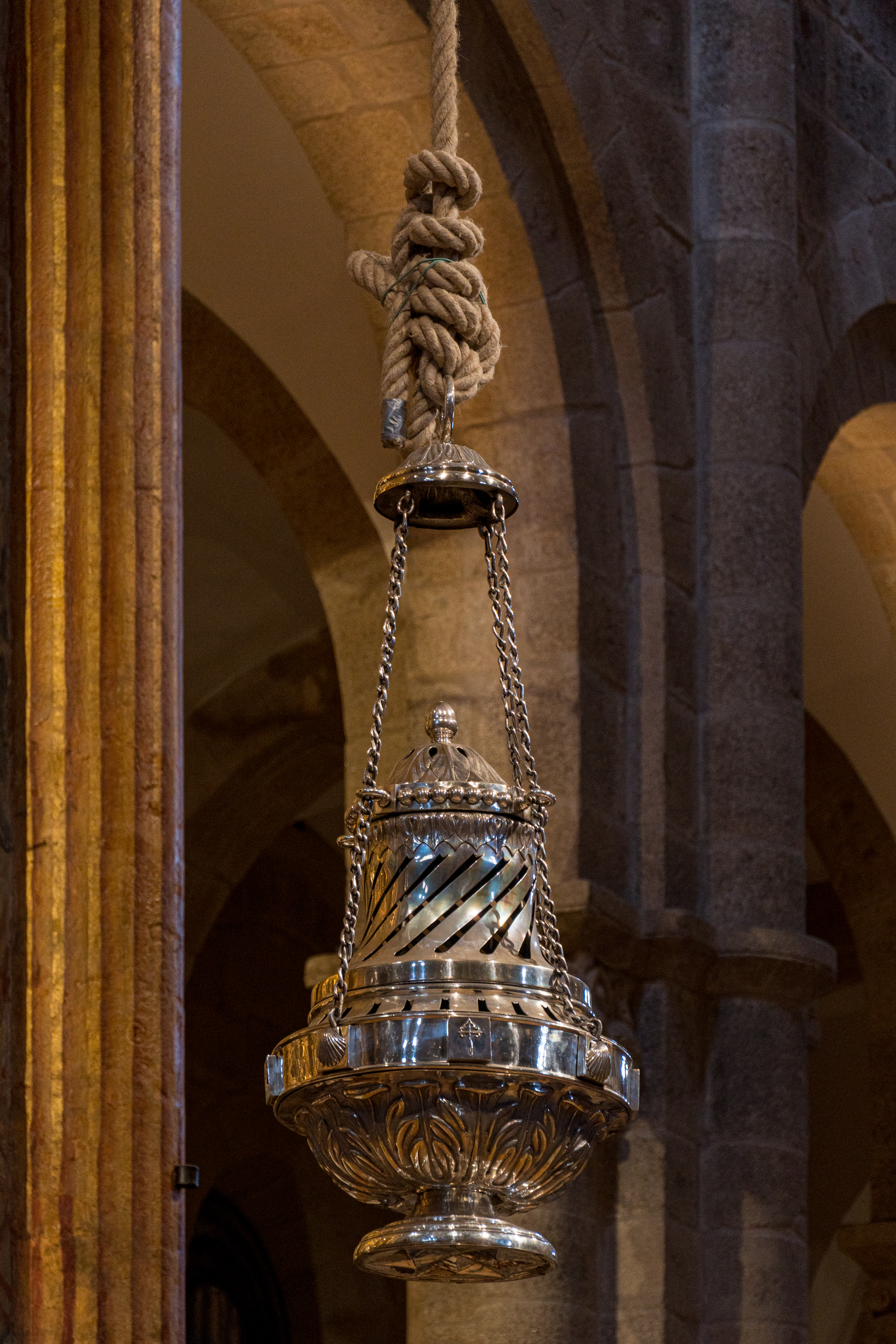
Botafumeiro

El Botafumeiro es un inmenso incensario de latón bañado en plata que pesa 62 kilogramos vacío y mide 1,60 metros de altura. El Botafumeiro anterior pesaba 60 kg, pero en el año 2006 se le añadió un baño de plata que incrementó su peso hasta los 62 kg de la actualidad. La cuerda que lo sostiene, atada al crucero de la catedral, en la actualidad es de un material sintético, tiene una longitud de 65 m, 5 centímetros de diámetro y pesa 90 kg. Anteriormente las cuerdas estaban hechas de cáñamo o esparto. El Botafumeiro se llena con unos 40 kg de carbón e incienso (con lo que supera los 100 kg de peso al inicio de sus movimientos), después se ata con fuertes nudos a una larga cuerda que va hasta el techo del edificio, y se desplaza mediante un mecanismo de poleas por la nave de la iglesia; para conseguirlo, un grupo de ocho hombres, que reciben el nombre de tiraboleiros, lo empujan primero para ponerlo en movimiento, y después tiran cada uno de un cabo de la cuerda para ir consiguiendo velocidad. El movimiento del Botafumeiro puede alcanzar una velocidad de 68 km/h durante su desplazamiento por el crucero de la catedral, desde la puerta de la Azabachería a la puerta de las Platerías, describiendo un arco de 65 m y una altura máxima de 21 m (un ángulo de 82.º). Para llegar a esta altura máxima se necesitan 17 recorridos completos.

La tradición dice que el uso del incensario en la catedral de Santiago empezó en el siglo XI, con la idea de perfumar el templo y eliminar el mal olor que dejaban los peregrinos, cansados, sudorosos y desaseados y muchos de ellos enfermos. En el año 1200 se cambió el sistema inicial de poleas por un sistema de rodaduras que permitía el desplazamiento lateral, con lo cual podía recorrer unos 150 cm, que era la distancia que permitía la cuerda. El rey Luis XI de Francia donó a la catedral en 1400 una suma de dinero para reemplazar el incensario medieval, que no se realizó hasta 1554. El mecanismo de rodadura actual del Botafumeiro se instaló en 1604.
 El nuevo incensario fue realizado completamente en plata, pero fue robado por las tropas de Napoleón en abril de 1809 durante la Guerra de la Independencia, siendo reemplazado por el actual, que fue creado por el orfebre José Losada en 1851.
Una indicación de la importancia simbólica del Botafumeiro en España es el diseño de las monedas de 5 pesetas del año 1993, con un grabado del incensario compostelano.

## Conservación

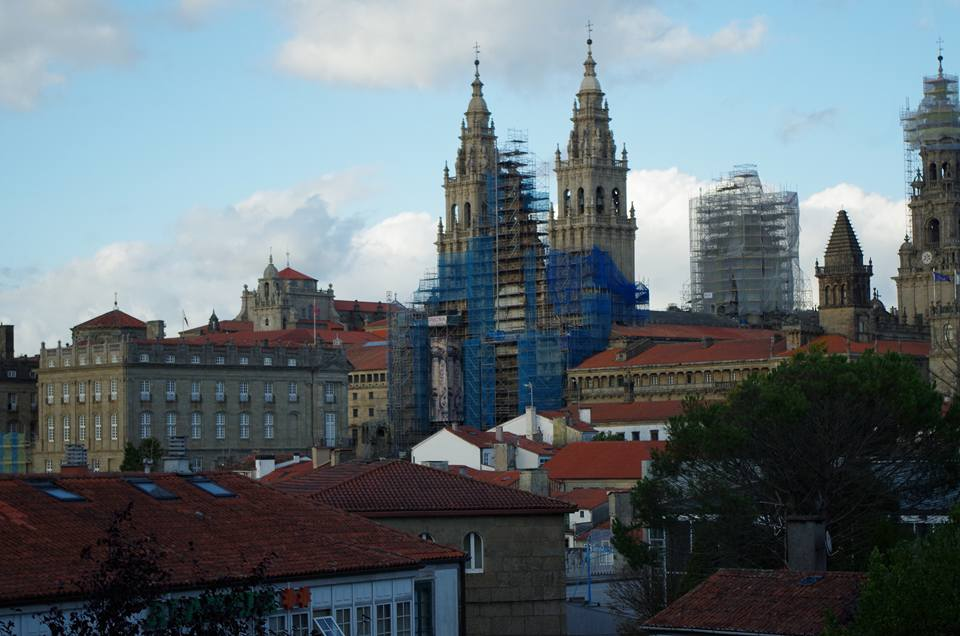
Catedral de Santiago de Compostela de reformas en septiembre de 2017. Vista desde el Parque Alameda

La catedral presenta diversos problemas estructurales interiores y exteriores, que se ponen de relieve con las lluvias que dan lugar a filtraciones de agua al interior de la iglesia, todo lo cual ha llevado a la redacción del Plan Director, un proyecto de rehabilitación y conservación para asegurar su restauración.
Tras la torre de la Berenguela y la fachada de la Azabachería le tocó el turno a la fachada del Obradoiro, restaurada entre 2013 y 2018, con unas ventanas demasiado contemporáneas.
A estas obras siguieron las del cimborrio y continuando con las cubiertas.